# Tätowierung

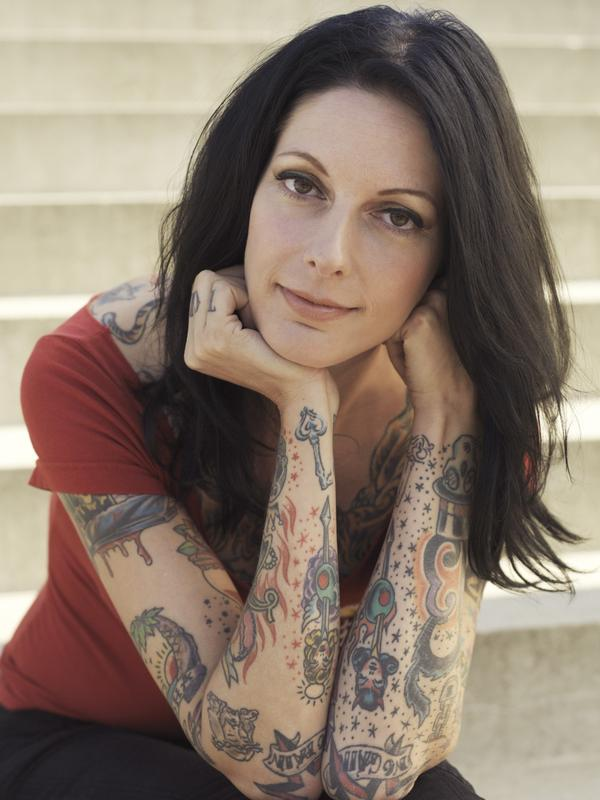
Frau mit Tätowierungen

Eine Tätowierung (auch Tatuierung; wissenschaftlich auch Tatauierung; englisch Tattoo [tæˈtu:]) ist ein Motiv, das mit Tinte, Pigment oder anderen Farbmitteln in die Haut eingebracht wurde. Dazu wird die Tätowierfarbe in der Regel von einem Tätowierer (heute meist mit Hilfe einer Tätowiermaschine) durch eine oder mehrere Nadeln (je nach gewünschtem Effekt) in die zweite Hautschicht gestochen und dabei ein Bild, Zeichen, Muster oder Text gezeichnet. Heute stellt die Tätowierung beim Menschen eine Form der Körpermodifikation dar, bei Tieren eine Kennzeichnung (Tierkennzeichnung) zur Identifikation.

## Ursprung und Entwicklungen
Wegen der vielfältigen und über den ganzen Erdball verstreuten Hinweise ist davon auszugehen, dass sich die Sitte des Tätowierens bei den verschiedenen Völkern der Erde selbständig und unabhängig voneinander entwickelt hat.

### Älteste Funde

#### Ötzi
Lange galt die 5300 Jahre alte Gletschermumie Ötzi als ältester Fund eines Menschen mit Tätowierung. Hinsichtlich der Anzahl der Tätowierungen hält er weiterhin den Rekord: Es sind 61, überwiegend geometrische Figuren, Linien und Punkte. Sie wurden in den Körper geritzt und dann mit einer Art Kohlepulver gefärbt. Da sie sich an auffälligen Stellen wie den Handgelenken, der Achillesferse, an Knie oder Brustkorb befinden, halten Forscher wie Albert Zink vom EURAC-Institut für Mumien in Bozen es für denkbar, dass die Tätowierungen auch eine medizinische Funktion hatten. Ötzi könnte mit einer Schmerztherapie, möglicherweise einer Art Akupunktur, die Linderung seiner Rücken- und Gelenkschmerzen beabsichtigt haben.

#### Die Mumien von Gebelein
2018 wurde durch eine Veröffentlichung einer Forschergruppe um den Museumskurator Daniel Antoine in der Fachzeitschrift Journal of Archeological Science bekannt, dass es noch ältere Tätowierungen gibt: Die ältesten bekannten Tätowierungen wurden auf zwei maximal 5351 Jahre alten Mumien aus Gebelein, einem kleinen Ort in Oberägypten, gefunden, die sich im British Museum in London befinden. Bis zu dieser Veröffentlichung waren aus Afrika nur etwa tausend Jahre jüngere Verzierungen auf menschlicher Haut bekannt gewesen.
Die weibliche Mumie trug an der rechten Schulter und auf dem Rücken dunkle Tätowierungen, eine winklige Linie und vier s-förmige Zeichen in einer Reihe. Niemals vorher waren bei einer Frau ähnlich alte Tattoos gefunden worden.
Die männliche Mumie trug auf dem rechten Oberarm zwei gehörnte Tiere, einen großen Stier und ein mächtiges Mähnenschaf. Untersuchungen ergaben, dass der Mann im Alter von etwa 20 Jahren durch einen Stich von hinten getötet worden war.
Da über die beiden Mumien keine schriftlichen Quellen vorhanden sind, können Wissenschaftler die mögliche Bedeutung der Funde nur aus dem Kontext ableiten. Vermutet wird ein kultureller Hintergrund der Tattoos: Die immer in Gruppen angeordneten S-Linien auf der weiblichen Mumie waren auffällig und für andere gut sichtbar an der Schulter platziert, sollten also gesehen werden. Die zweite Linie ließe sich als Schlagstock oder Klöppel identifizieren, wie er einst bei rituellen Tänzen Verwendung fand. Beide Linienformen wurden auch auf einem Tonkrug aus der sogenannten prädynastischen Zeit in Ägypten gefunden. Auf einer Schminkpalette aus dieser Zeit fanden die Wissenschaftler auch eine Darstellung des Mähnenschafs, wie es der männlichen Mumie eintätowiert wurde. Stier und Schaf tauchen zudem auf Felszeichnungen auf, diese sind aber schwerer zeitlich einzuordnen. Daniel Antoine geht davon aus, dass beide Tiere einst für Männlichkeit und Stärke standen.

### Weitere Verbreitung
Besonders aufwändige und großflächige Tätowierungen sind von den eisenzeitlichen Skythen, einem Reitervolk der russischen Steppe und des Kaukasus, und aus der Pasyryk-Kultur im Altai bekannt. Dies scheint die häufig vertretene These zu widerlegen, dass die Sitte des Tätowierens ursprünglich aus Südwestasien stamme, sich von dort über Ägypten nach Polynesien und Australien ausgebreitet habe und schließlich nach Nord- und Südamerika weitergetragen wurde. In seiner rituellen Bedeutung ist es in verschiedenen Kulturen in Mikronesien, Polynesien und bei indigenen Bevölkerungen verwurzelt und zum Beispiel auch bei den Ainu und den Yakuza (Japan) verbreitet (siehe z. B. Anci-Piri, Tatauierung in Palau und Philippinische Stammestätowierung).
Die Bibel überliefert zu dem Thema folgendes: „Und einen Einschnitt wegen eines Toten sollt ihr an eurem Fleisch nicht machen; und geätzte Schrift sollt ihr an euch nicht machen. Ich bin der Herr.“ (3. Mose 19,28). Tätowierungen waren jedoch bei einigen frühchristlichen Sekten üblich. Neubekehrte ließen sich ein großes Tau (griechisch Τ) als Abbild des Kreuzes auf die Stirn ritzen. Später folgten Kreuzritter diesem Brauch und stachen sich (se compungunt) ein lateinisches Kreuz in die Haut. Im europäischen Mittelalter verbreiteten sich christlich-religiöse Tätowierungen. So ist von dem Gelehrten und Mystiker Heinrich Seuse, der im 14. Jahrhundert lebte, überliefert, dass er sich den Namen Jesus auf die Brust tätowiert habe. Ein deutsches Mädchen erlangte 1503 Bekanntheit, weil sie am ganzen Körper mit religiösen Symbolen tätowiert war.
Nach Strabon (Geographica) tätowierten sich die Karner, ein keltischer Stamm der österreichischen Alpen. Laut Herodian (III, 14) tätowierten sich auch die Thraker.

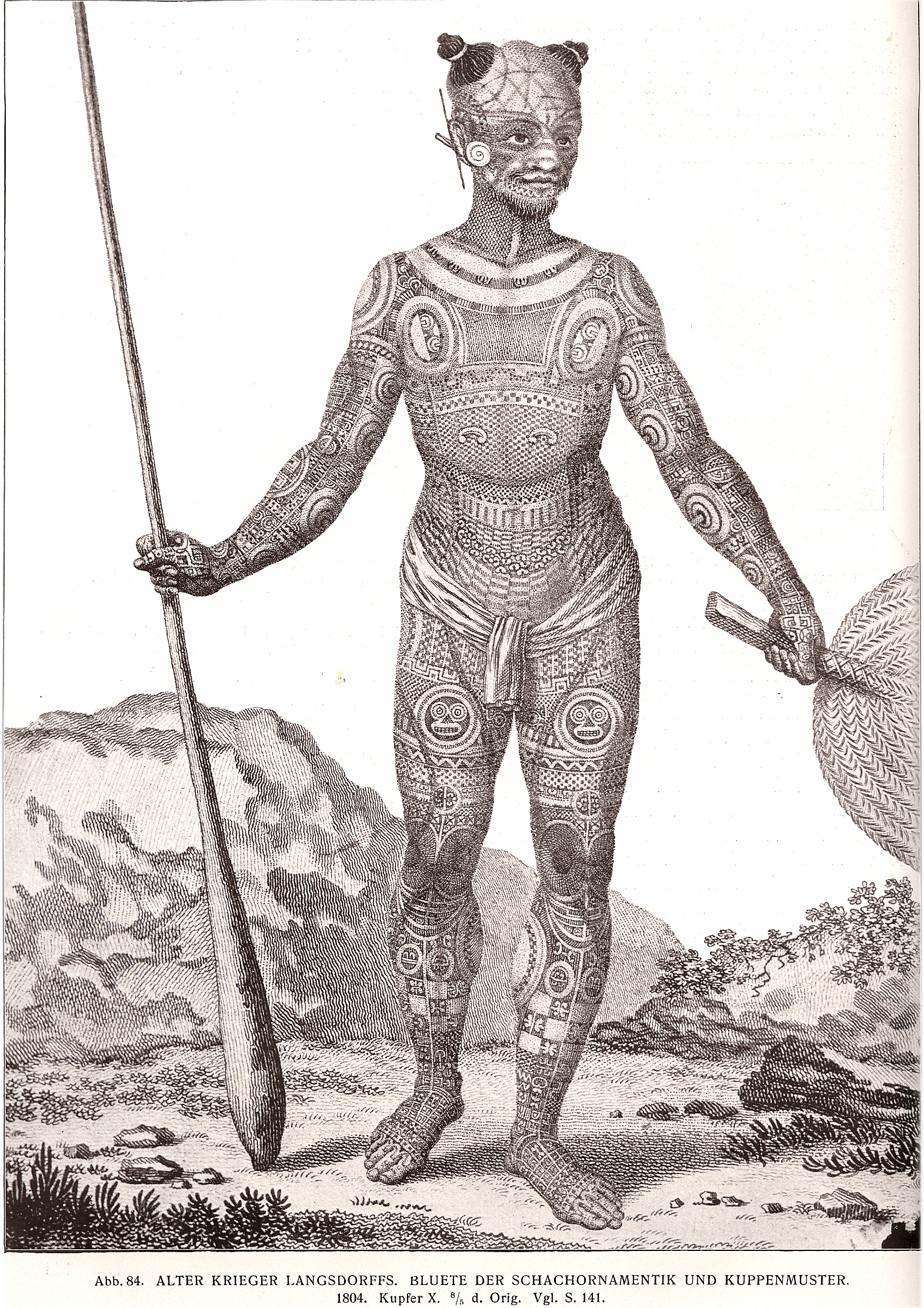
Tätowierter Krieger aus dem Buch von K.v.d. Steinen: Die Marquesaner und ihre Kunst
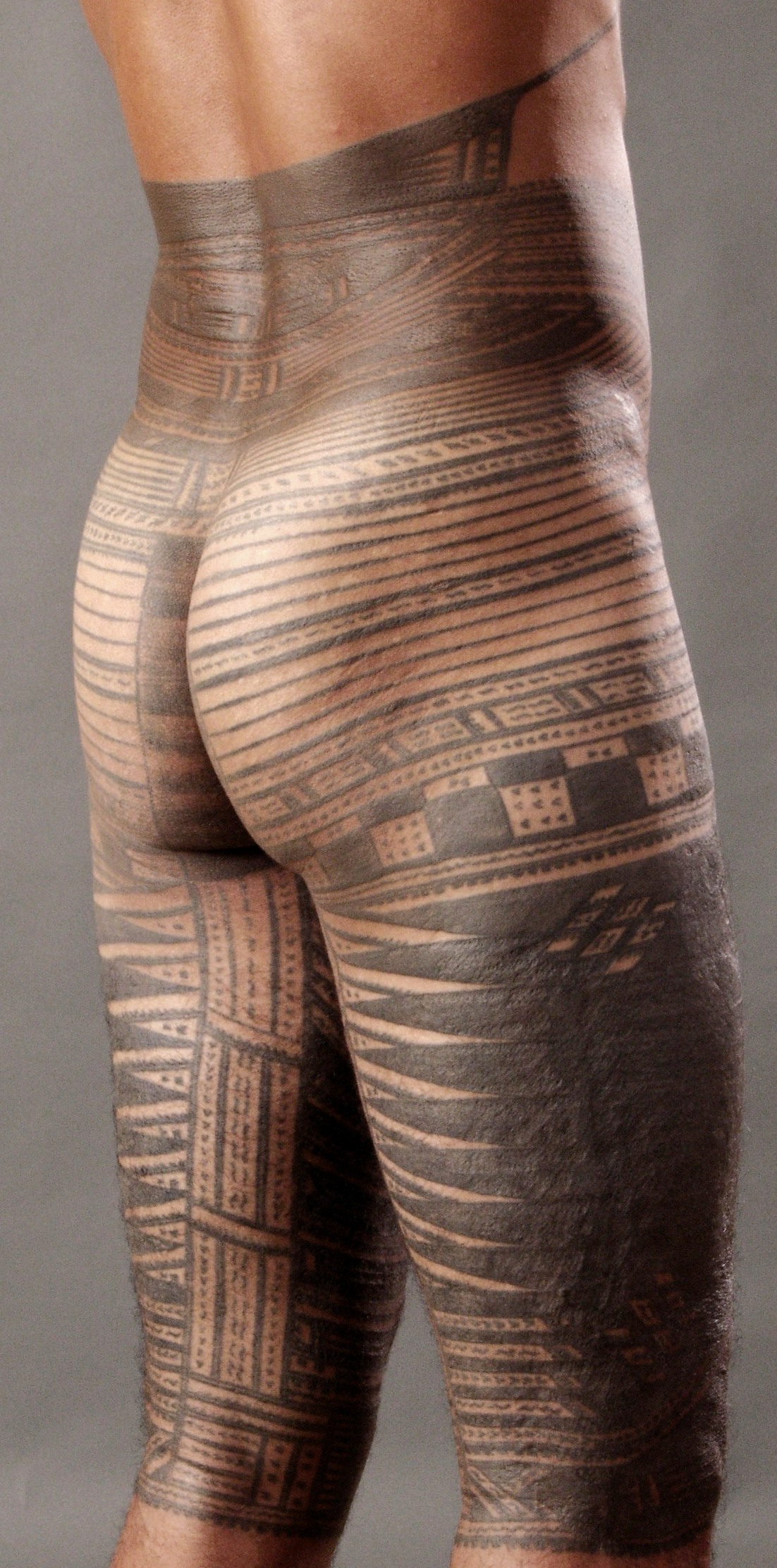
Peʻa, die traditionelle Samoan-Tätowierung: Die Muster codieren die ethnische Herkunft.
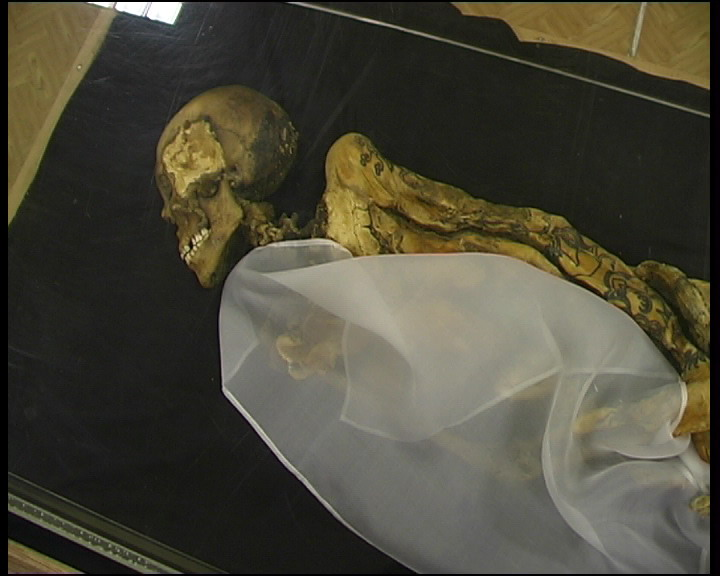
Tätowierte Mumie der „Prinzessin von Ukok“, die 1993 in einem Kurgan bei Kosch-Agatsch gefunden wurde (5.–2. Jh. v. Chr.)
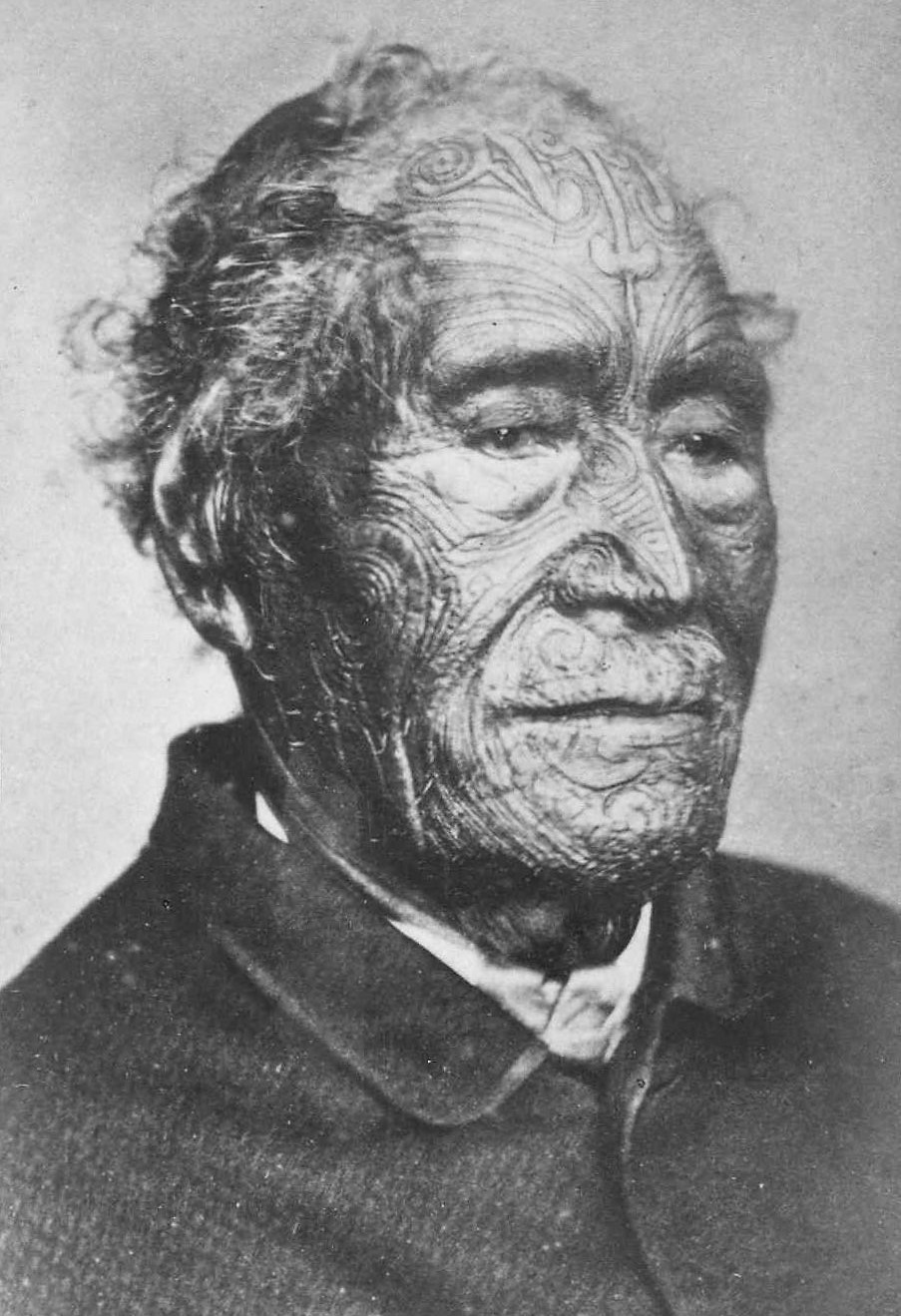
Tāmati Wāka Nene, ein Māori mit Tā moko, ca. 1870
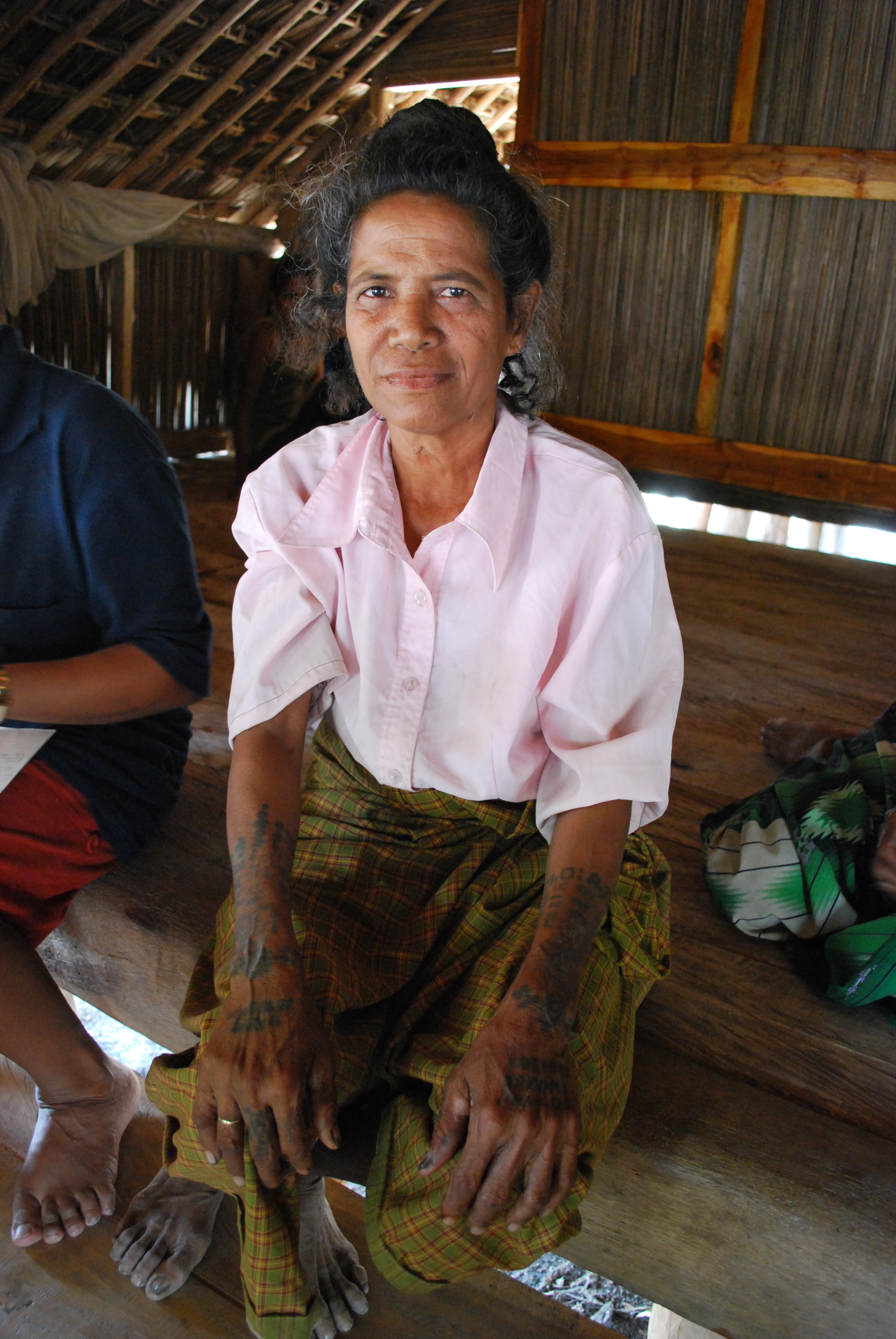
Traditionelle Tätowierungen bei einer Frau in Suai/Osttimor

## Funktion und Bedeutung
Tätowierungen können sehr unterschiedliche Funktionen und Bedeutungen haben. Die Literatur nennt u. a. Funktionen als Mitgliedszeichen und rituelles oder sakrales Symbol. In der heutigen Zeit dienen Tätowierungen auch als Ausdrucksmöglichkeit für Exklusivität, Selbstdarstellung, Geltungssucht und Abgrenzung, als Mittel zur Verstärkung sexueller Reize, Schmuck, Protest (Punk), zur politischen Stellungnahme und zum Ausdruck sexueller Einstellungen. Adolf Loos bezeichnete in seiner Schrift Ornament und Verbrechen die Tätowierung als Ornament.

### Tätowierung zur Kennzeichnung

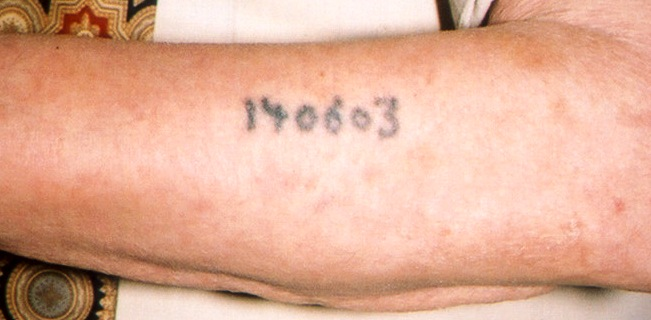
Tätowierung eines Überlebenden aus dem KZ Auschwitz

In der Zeit des Nationalsozialismus wurden den Insassen des Konzentrationslagers Auschwitz Häftlingsnummern eintätowiert. Diese Methode wurde ausschließlich in Auschwitz-Birkenau angewandt. Dazu wurden die mit extra breiten Nadeln versehenen Stempel in die Haut gepresst und anschließend Tinte in die Wunde gerieben. 2015 sind in Polen einige der Metallstempel aufgetaucht, mit denen die Nummern eintätowiert wurden. Die Stempel wurden der Gedenkstätte anonym übergeben und ihre Authentizität durch Untersuchungen bestätigt. Es handelte sich um fünf Metallstempel – einmal die Ziffer „0“, zweimal die „3“ und zweimal die „6“ oder „9“.
Mitglieder der SS erhielten größtenteils eine Blutgruppentätowierung am linken, inneren Oberarm.

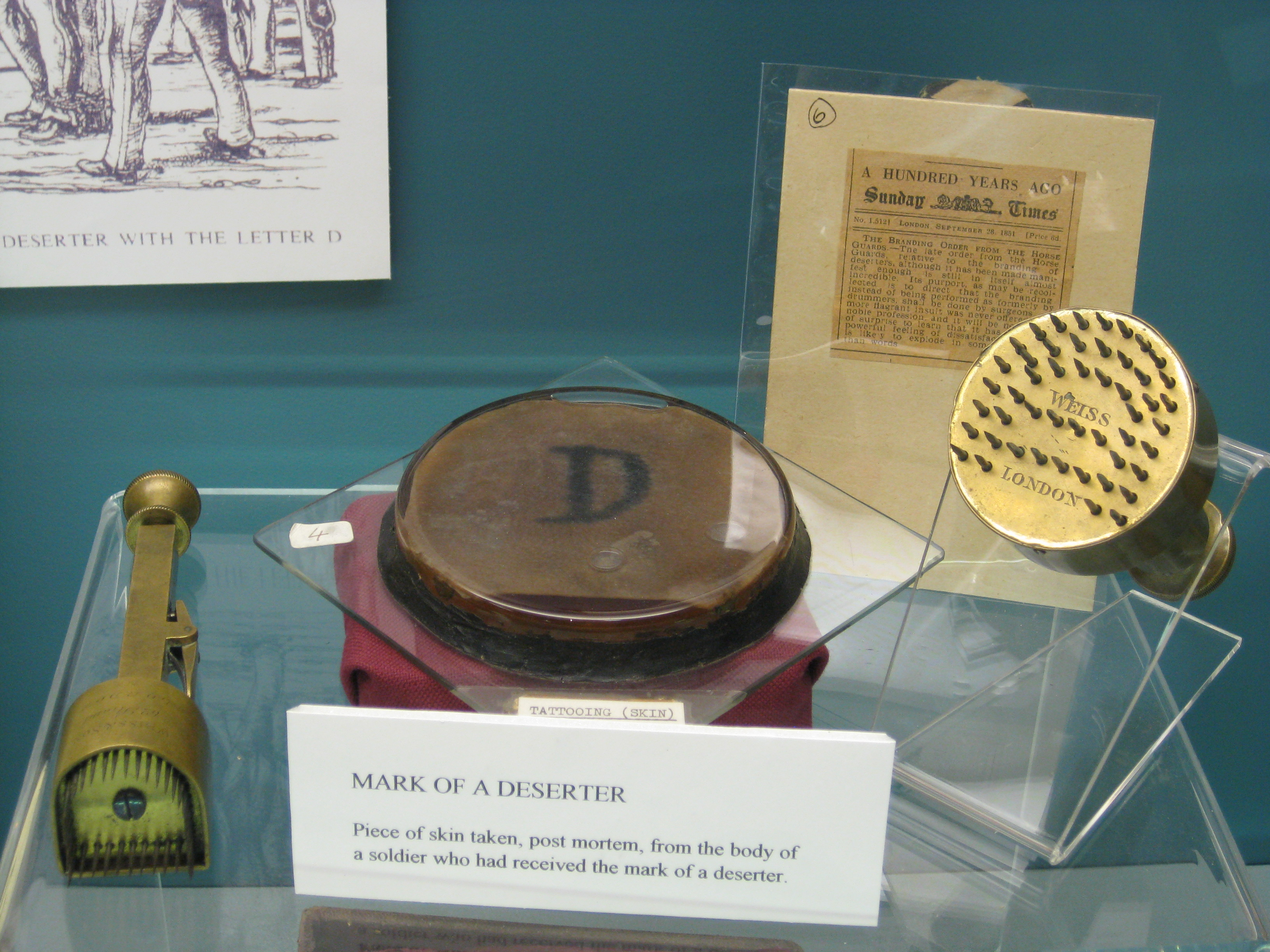
Tätowierstempel für Deserteure der britischen Armee. Ausgestellt im Army Medical Services Museum

Berichtet werden auch Tätowierungen bei Zwangsprostituierten durch Zuhälter.
Armee- oder Marinedeserteuren wurde in Großbritannien mit Tätowierwerkzeugen der Buchstaben „D“ auf die Haut gestempelt. Die verstellbaren Spitzen des Werkzeugs wurden durch einen federbetriebenen Mechanismus durch die Haut gedrückt. Das Werkzeug wurde von Savigny & Co hergestellt, besser bekannt als ein bedeutender Londoner Hersteller von chirurgischen Instrumenten in den 1700er und frühen 1800er Jahren.
Brandmarkungen als eine Form der Bestrafung und ein Zeichen des Besitzes gibt es in der gesamten Geschichte. In England verfügte Edward VI. um 1500, dass Zigeuner und Vagabunden mit einem „V“ auf der Brust gebrandmarkt werden durften. Das Brandmarken wurde 1829 mit Ausnahme von Armeedeserteuren abgeschafft. Nach dieser Zeit wurde das Zeichen auf den Körper tätowiert. Die Praxis wurde 1879 vollständig aufgegeben.

#### Kennzeichnung von Tieren
Die Tätowierung eines Identifikationscodes ist bei vielen Haus- und Zuchttieren insbesondere bei Reisen ins Ausland üblich, um Tier und Halter einander zuordnen zu können. Bei Nutztieren wurde lange Zeit das Brandzeichen dafür eingesetzt. Mit der zunehmenden Verwendung von Mikrochips, die unter die Haut implantiert werden, existiert eine praktikable Alternative zur Tätowierung.

### Religion und Tätowierung
Innerhalb des Judentums stoßen Tätowierungen teilweise nach Lev 19,28  auf Ablehnung. Tätowierungen, zu denen Juden gezwungen wurden (beispielsweise Nummern-Tätowierungen in Konzentrationslagern), werden toleriert (da sie unter Zwang passierten). Allerdings dürfen solche zwanghaften Tätowierungen nicht durch weitere Tätowierungen verändert oder unsichtbar gemacht werden.
Im 16. und 17. Jahrhundert ließen sich europäische Pilger in Jerusalem Tätowierungen als sichtbares Zeichen ihrer Pilgerfahrt stechen, so berichtet der schotte William Lithgow in seinem Reisetagebuch aus dem Jahr 1632 darüber, ebenso zeigt ein Kupferstich von 1676 die tätowierten Unterarme des Hamburger Pilgers Ratge Stubbe.
Bis 1890 wurden in Bosnien katholische Mädchen tätowiert, um einen Übertritt zum Islam zu verhindern. Armenische Christen hielten die Tradition der Pilgertätowierung bis zum Ersten Weltkrieg bei; so lange wurde diese Form der Markung in Jerusalem angeboten. Koptische Christen in Ägypten tragen ein Kreuz an der Innenseite des rechten Handgelenkes, um sich vom Islam zu distanzieren. Unter den Tigray in Äthiopien und in Eritrea ist unter anderem das Tragen eines tätowierten Kreuzes aus dem orthodoxen Christentum auf der Stirn verbreitet. In früheren Zeiten war Christen das Tragen von Tätowierungen verboten. In Deutschland und Österreich finden christliche Tattoo-Aktionen statt. Hierzu formulierte in Wien eine Einrichtung einen Tattoo-Segen: „Gott offenbarte sich in Namen und Zeichen. / Er erlöste uns eingeboren und gezeichnet. Sei gesegnet.“

„Der Körper ist die Kathedrale des 21. Jahrhunderts. Der Körper ist Ausdrucksmittel und Präsentationsfläche – und er ist einzigartig“

Eine weitere Form der religiösen Tätowierung stellt die in Südostasien – vor allem in Kambodscha, Laos und Thailand – praktizierte Yantra-Tätowierung dar.

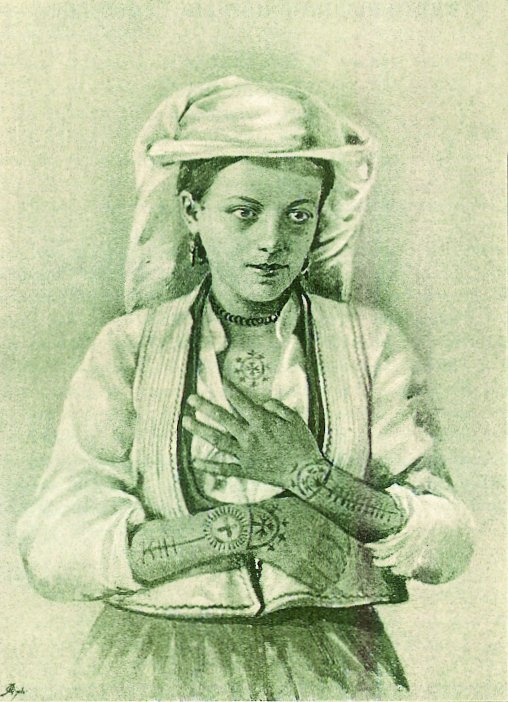
Mit christlichen Motiven tätowierte Frau aus Bosnien
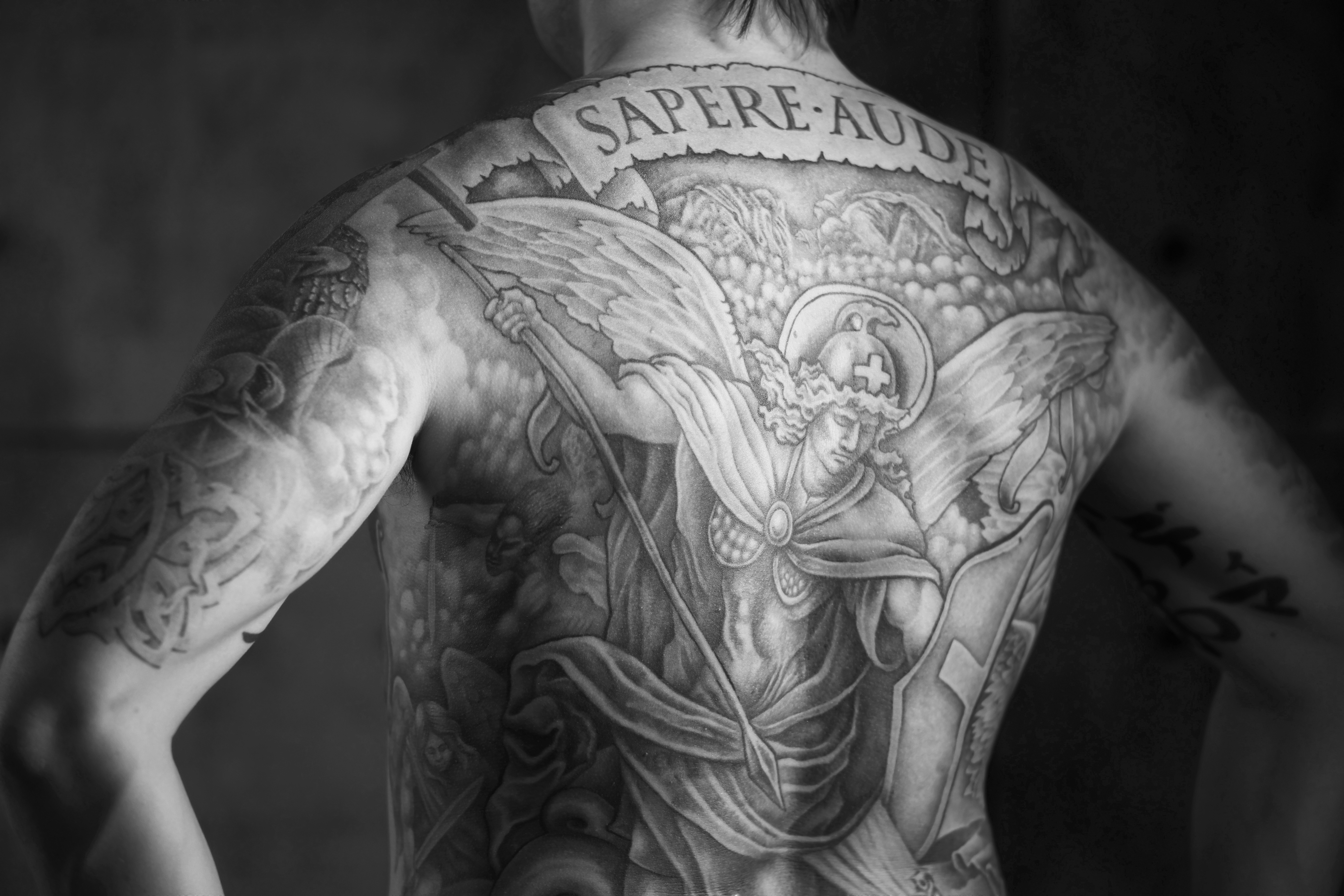
Der Erzengel Michael erschlägt den Drachen
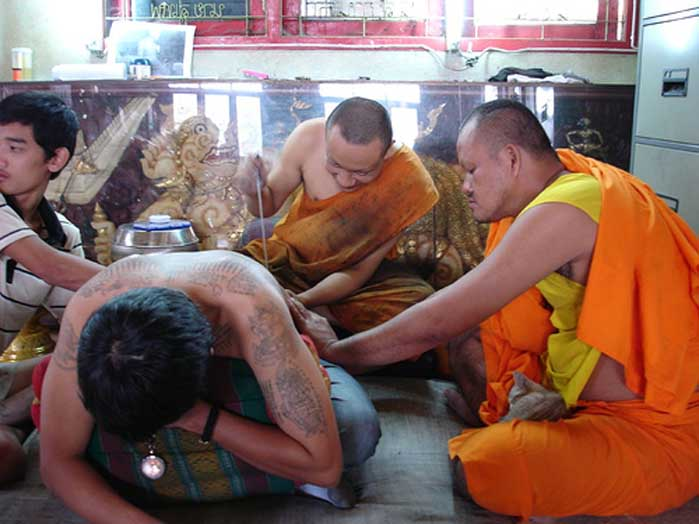
Mönche beim Yantra-Tätowieren
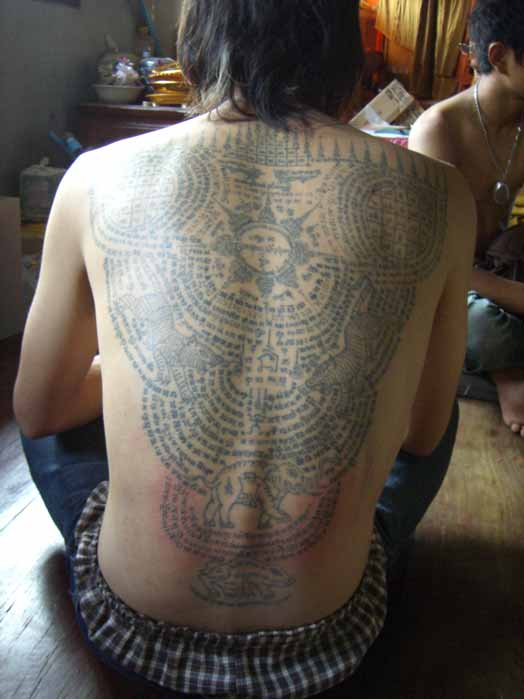
Der Rücken eines Anhängers des Wat-Bang-Phra-Tempels, bedeckt mit Yantra-Tätowierungen
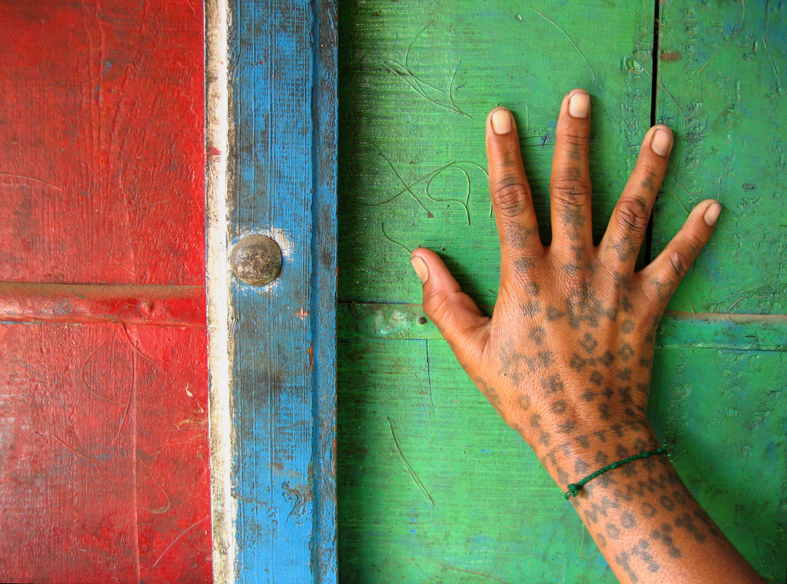
Tätowierung der Hand mit sakralen Symbolen

### Permanent Make-up
Eine Sonderform ist das sogenannte Permanent Make-up, bei dem die Konturen von z. B. Augen, Lippen (siehe auch: Lippentattoo) hervorgehoben, nachgezeichnet oder schattiert werden. So lassen sich auch Operationsnarben kaschieren oder ein Brustwarzenhof rekonstruieren.

### Gesellschaftliche Bedeutung in Japan
Eine sehr lange Tradition haben Tätowierungen in Japan, wo sie Irezumi (japanisch 入(れ)墨, wörtlich: „Einbring-Tinte“, im Sinne von „in die Haut eingebrachte Tinte“) bzw. Horimono (彫(り)物, wörtlich eigentlich: „Bildhauerei, Schnitzerei“) genannt werden. Die früheste Erwähnung findet sich im chinesischen Geschichtswerk Weizhi Worenchuan, in dem das Japan des 3. Jahrhunderts beschrieben wird. Daneben lassen sich Tätowierungen (Anci-Piri) auch bei den Ainu, der nordjapanischen Urbevölkerung, nachweisen.
Zu Beginn der Edo-Zeit (1603 bis 1868) waren Tätowierungen unter anderem bei Prostituierten und Arbeitern beliebt. Ab 1720 wurde die Tätowierung als eine Art Brandmarkung für Kriminelle eingesetzt, weshalb sich „anständige“ Japaner nicht mehr tätowieren ließen. Wer als Krimineller gezeichnet war, konnte sich nicht mehr in die Gesellschaft eingliedern, was zur Bildung einer eigenen Schicht führte: den Yakuza. Unter der Meijiregierung wurde 1870 diese Praxis abgeschafft, Tätowierungen wurden komplett verboten, was erst 1948 aufgehoben wurde.
Obwohl stilistisch einheitlich, gibt es eine große Vielfalt an Motiven, die oft der Mythologie entnommen sind, wie Drachen oder Dämonen, die häufig aus Sagen stammen und eine ganze Geschichte erzählen. Für viele Motive dienten die Helden aus dem Roman Die Räuber vom Liang-Schan-Moor als Vorlage. Oder es gibt Symbole wie Kirschblüten (Schönheit und Freude, aber auch Vergänglichkeit) und Kois (Erfolg, Stärke und Glück). Ein Stil mit blutigen und grausigen abgehackten Köpfen entwickelte sich, als gegen Ende des 19. Jahrhunderts Gruselgeschichten in Japan populär wurden. Eine japanische Sitte ist es, sich zeitlebens von einem einzigen Künstler tätowieren zu lassen; oftmals entstehen daraus über Jahre hinweg großflächige Gemälde auf dem ganzen Körper, die schließlich vom Künstler signiert werden.
Tätowierungen sind in Japan noch immer stigmatisiert und werden oft als Verstrickung ins kriminelle Milieu interpretiert. Sie sind ein wichtiger Bestandteil der Yakuza-Kultur (vor allem die den kompletten Torso einnehmenden Bodysuits). In manchen öffentlichen Bädern wird Menschen mit großflächigen Tätowierungen der Eintritt verweigert. Aber ebenso wie im Westen werden Tätowierungen gerade bei jungen Japanern immer beliebter und dadurch einer breiteren Gesellschaftsschicht vertraut. Heutzutage gibt es in Japan viele weltweit bekannte Tätowierer (zum Beispiel Horiyoshi III), die ihr Können an ihre Schüler weitergeben. Andererseits geht die Verbreitung von Tätowierungen unter Gangmitgliedern zurück, da diese keine Aufmerksamkeit wecken wollen. Somit löst sich in Japan die Verbindung zwischen Kriminalität und Tätowierung.
In letzter Zeit erfreuen sich auch in westlichen Kulturen Tätowierungen im japanischen Stil wachsender Beliebtheit.

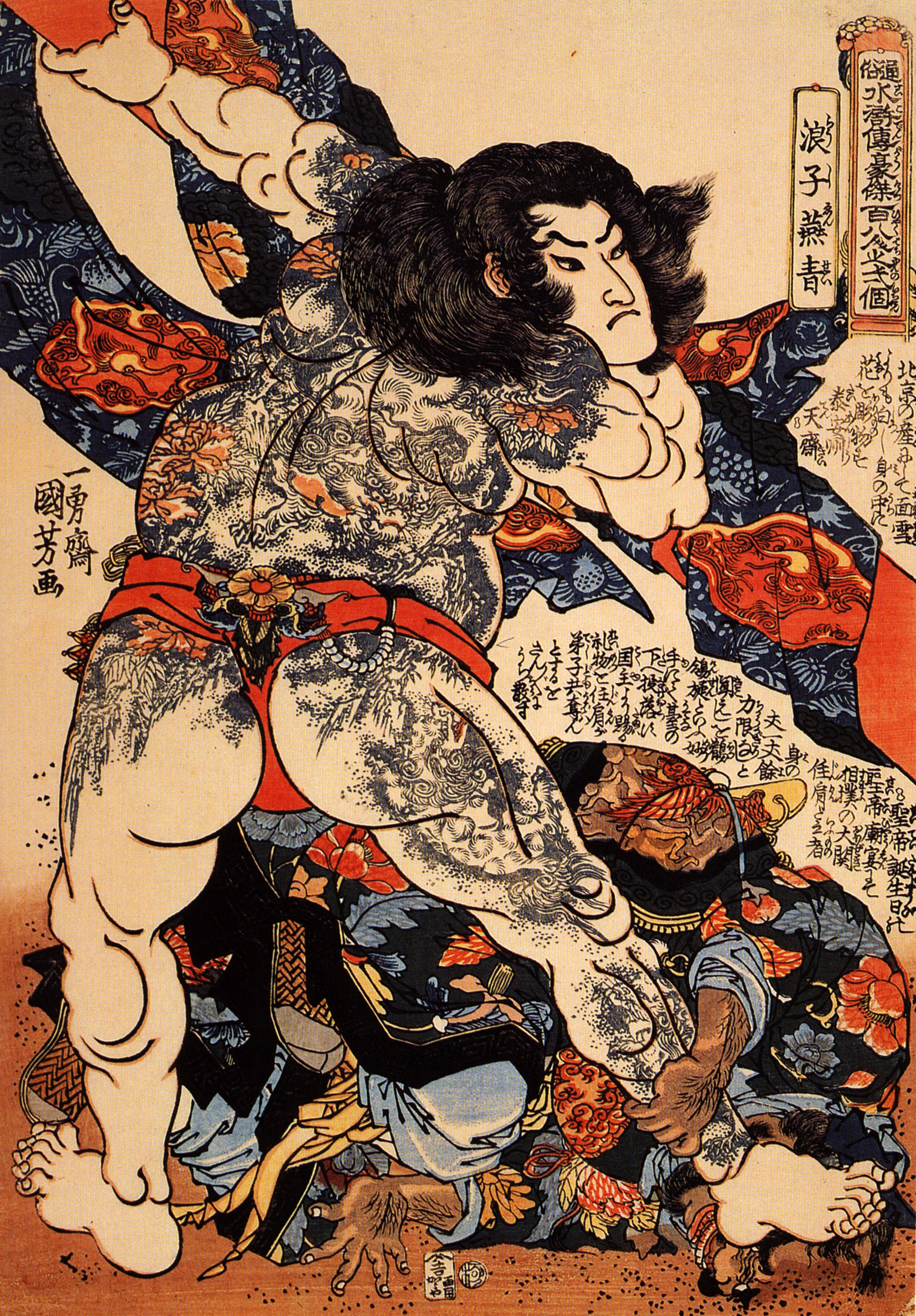
Yan Qing aus dem Roman Die Räuber vom Liang-Schan-Moor, Farbholzdruck von Utagawa Kuniyoshi (um 1827)
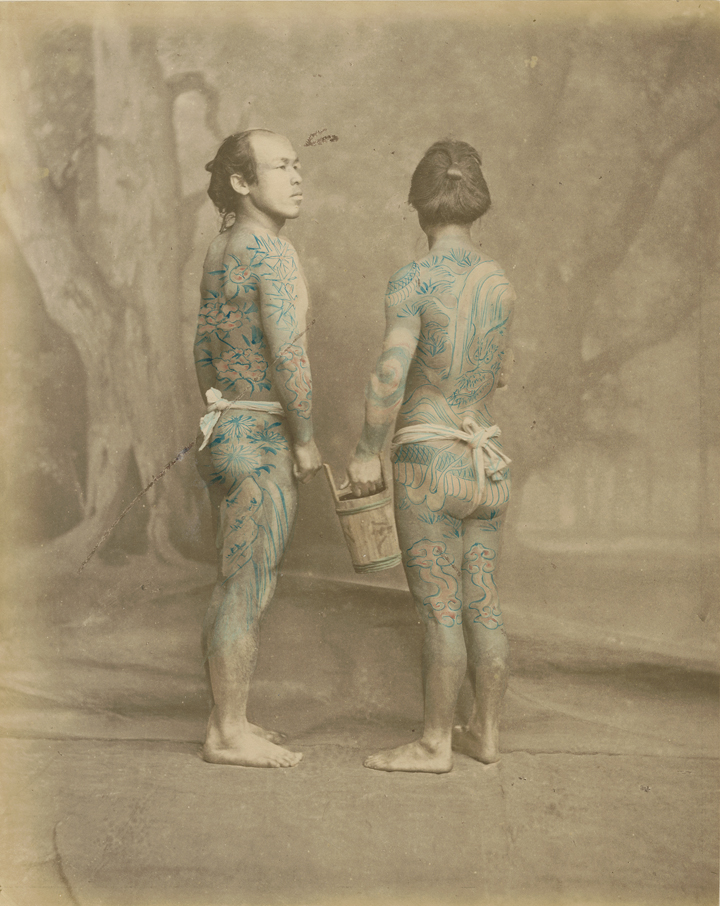
Tätowierte Japaner, handkolorierte Fotografie von Felice Beato (um 1870)
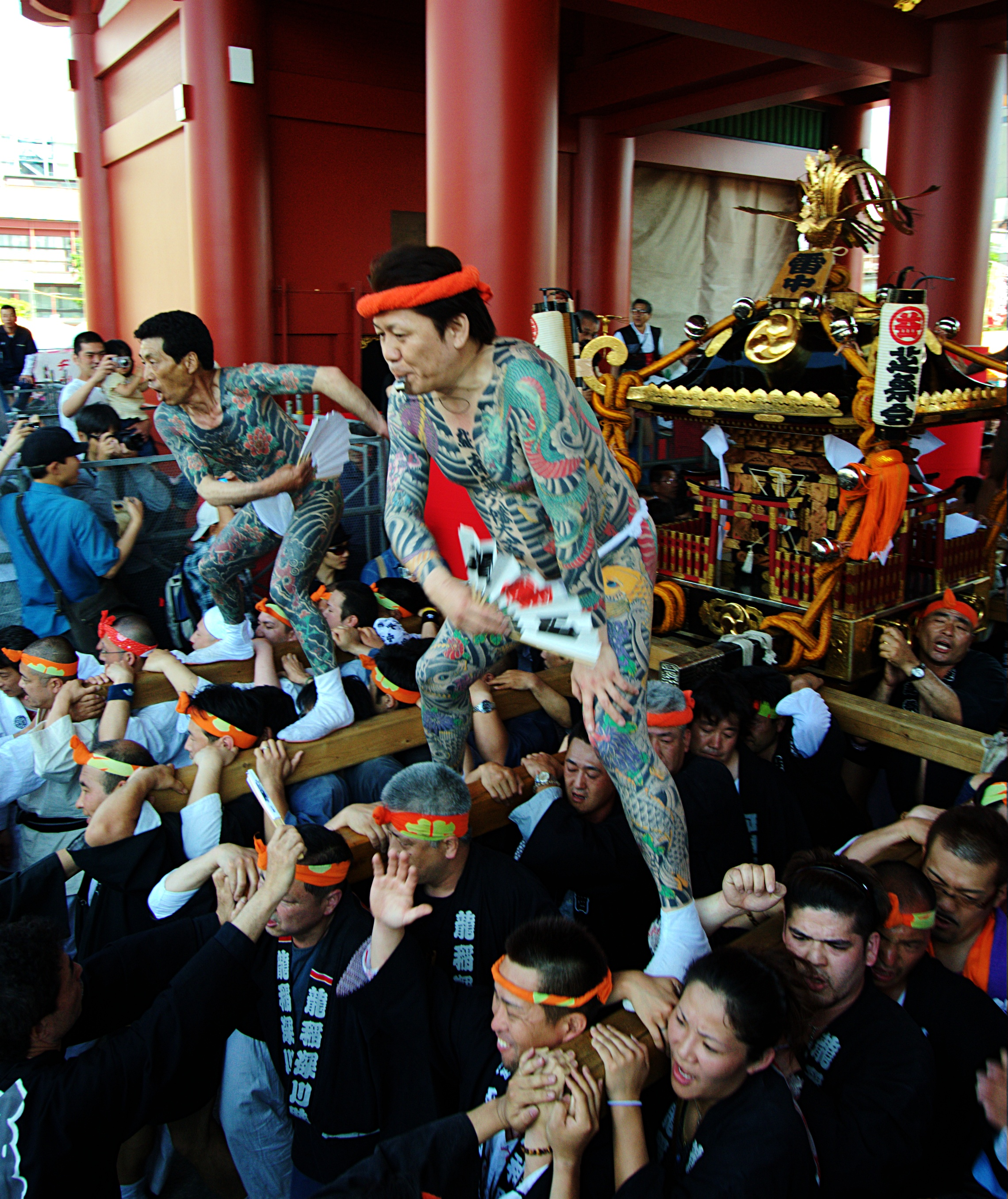
Tätowierte Yakuza beim Sanja Matsuri-Festival in Asakusa, Tokio (2007)

### Gesellschaftliche Bedeutung in der westlichen Welt

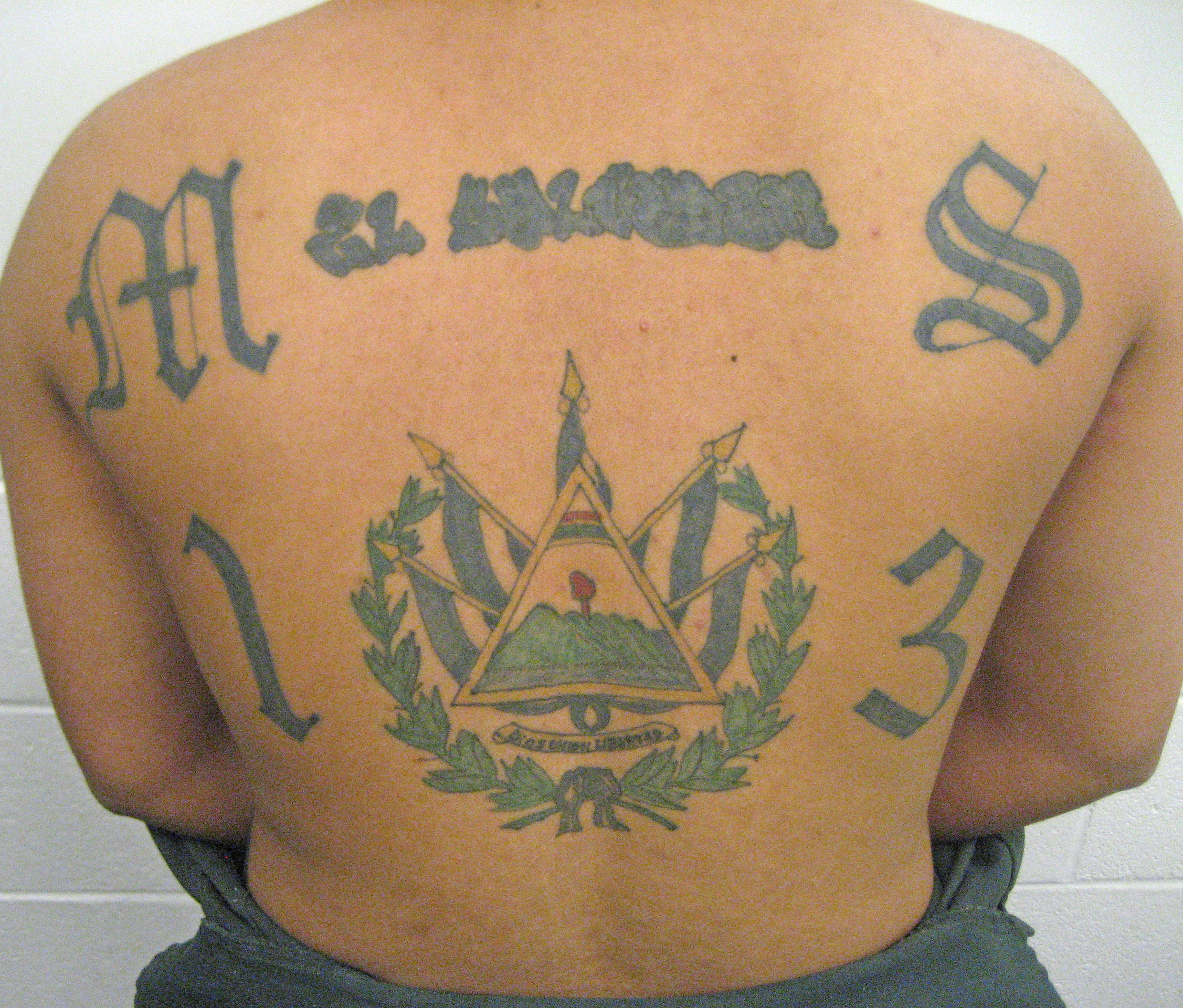
MS-13-Gangmitglied mit Tattoos

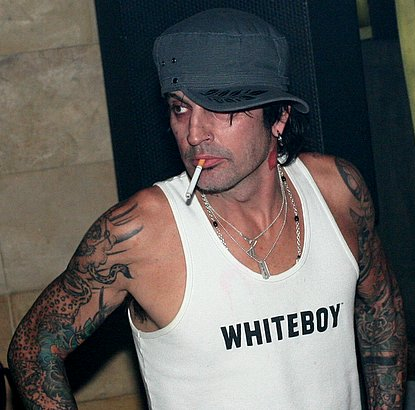
Der Musiker Tommy Lee mit Tätowierungen

Tätowierungen hatten ursprünglich im Westen das Stigma des Matrosen oder Sträflings und werden von US- und lateinamerikanischen Jugendgangs als Zeichen der Zugehörigkeit verwendet, erfreuen sich aber spätestens seit den 1990er Jahren größerer Beliebtheit. Was vorwiegend als Ausdruck einer Jugendkultur begann, die auch Piercing und Branding umfasst, ist heute in breiten Gesellschaftsschichten vorzufinden. Zahlreiche Prominente, die sich öffentlich mit Tätowierungen zeigten, trugen zu einer zunehmenden Akzeptanz bei. Dennoch werden Tätowierungen nach wie vor auch als Code und Sprache innerhalb krimineller Banden verwendet. So sind beispielsweise unter Anhängern der russischen Gruppe Diebe im Gesetz den tätowierten Motiven begangene Straftaten, abgesessene Gefängnisjahre oder die Hierarchie innerhalb der Gruppe zu entnehmen. Die so genannte Knastträne unter dem Auge lassen sich Gefangene stechen, die mehr als zehn Jahre in Haft verbrachten.
Trotz der gesellschaftlichen Stigmatisierung Tätowierter waren Tätowierungen früher auch in höchsten gesellschaftlichen Kreisen verbreitet, wenngleich sie dort nicht öffentlich sichtbar getragen wurden. Als prominenteste Träger sind der britische König Georg V. (1865–1936), der spanische König Alfonso XIII. (1886–1941) oder der dänische König Frederik IX. (1899–1972) überliefert. Sogar die Kaiserin Elisabeth von Österreich-Ungarn (Sissi, 1837–1898) ließ sich 1888 im Alter von 51 Jahren einen Anker auf die Schulter tätowieren. Von seiner Weltreise brachte der österreichische Erzherzog Franz Ferdinand (1860–1914) ein Souvenir in der Form einer Tätowierung eines Drachens auf der Schulter mit.

### Statistik
Der Anteil der Tätowierten an der deutschen Bevölkerung nimmt zu. So stieg der Anteil der tätowierten Männer im Alter zwischen 25 und 34 Jahren von 22,4 % (2003) auf 26 % (2009), der der tätowierten Frauen zwischen 25 und 34 Jahren verdoppelte sich sogar beinahe von 13,7 % (2003) auf 25,5 % (2009). Die beliebtesten Stellen waren dabei die Arme und der Rücken. In Deutschland trägt inzwischen fast jeder fünfte Erwachsene eine Tätowierung (Stand: April 2018). Insbesondere stieg der Anteil der Tätowierten bei Frauen und älteren Menschen. 2017 war rund die Hälfte aller Frauen zwischen 25 und 34 Jahren tätowiert. Damit stieg in dieser Frauengruppe allein zwischen 2009 und 2017 der Anteil um mehr als 19 Prozent an. Bei 35- bis 44-jährigen Frauen gab es eine Zunahme der Tätowierten um 15 Prozent.
In Österreich hat das IMAS-Institut April/Mai 2016 Österreicher über 16 Jahre befragt: Fast ein Viertel davon sind tätowiert, von den unter 35-Jährigen sogar 40 Prozent. 42 Prozent waren es 2024.
Nach einer Umfrage der Gesellschaft für Konsumforschung (GfK) aus dem Jahr 2014 bereuen 5 bis 15 Prozent aller Tattoo-Träger ihre Tätowierung.

### Non Permanent Tätowierungen
Kinder nutzen Abziehtattoos, die sich leicht wieder entfernen lassen, aber unter dem Begriff Tattoo oder Tätowierung firmieren. Analog dazu finden sich auch sogenannte Hennatätowierungen, die nicht in die Haut gestochen, sondern aufgemalt werden. Hier wird nur die Hornschicht der Oberhaut eingefärbt. Da diese verhornten Zellen kontinuierlich abschuppen, verschwindet die vorgebliche Tätowierung nach einigen Wochen. Diese Entwicklung zeigt die Annäherung des Tätowierens an den Mainstream, ermöglicht sie doch eine Tätowierung als Modeaccessoire. Auch die Bio-Tätowierung verschwindet angeblich nach einigen Jahren von selbst, weil nicht so tief gestochen wird. In Wirklichkeit geschieht das aber nur sehr selten, wenn überhaupt, da es quasi unmöglich ist, so genau zu arbeiten, dass weder zu flach gestochen wird (die Tätowierung verschwindet schon während der Heilung) noch zu tief (die Tätowierung bleibt). Mindestens Teile oder ein Schatten der Tätowierung bleiben zumeist erhalten. Daher wird von seriösen Tätowierern davor gewarnt. Das Oberlandesgericht Karlsruhe hat eine Tätowiererin zur Zahlung von Schadensersatz und Schmerzensgeld verurteilt, weil sie der Kundin zugesichert hatte, die Bio-Tätowierung würde nach drei bis sieben Jahren verschwinden – was nicht geschah.

### Berufliche Einschränkungen und die „T-Shirt-Grenze“
Tätowierungen und Piercings sind Privatsache, die grundsätzlich dem Persönlichkeitsrecht unterliegen. Nach Ansicht von Steffen Westermann, Sprecher des Berufsstrategie-Büros Hesse/Schrader, dürfe der Chef den Körperschmuck nicht verbieten. Dennoch gebe es in der Arbeitswelt viele ungeschriebene Gesetze. Oft entscheide beim Bewerbungsgespräch der erste Eindruck darüber, ob ein Mitarbeiter „ins Team passt“, selbst in Kreativberufen. Begründet werde eine Ablehnung selten mit dem auffälligen Körperschmuck, sondern meist mit Kompetenzzweifeln. In Branchen mit regelmäßigem Kundenverkehr sind Tätowierungen nur innerhalb der sogenannten „T-Shirt-Grenze“ erlaubt. Das ist der Bereich, der von einem handelsüblichen T-Shirt abgedeckt werden kann. Das baden-württembergische Innenministerium schaffte 2017 die T-Shirt-Grenze ab. Das heißt, Polizisten dürfen auch an Unterarmen Tätowierungen tragen, allerdings müssen sie von Größe und Motiv her dezent sein. Gewaltverherrlichende, diskriminierende oder politisch heikle Motive bleiben verboten.
Die Zentrale Dienstvorschrift der Bundeswehr A-2630/1 regelt seit Januar 2014 Das äußere Erscheinungsbild der Soldatinnen und Soldaten der Bundeswehr. Demnach sollen die Soldaten beim Tragen einer Uniform sichtbare Tätowierungen „in geeigneter und dezenter Weise abdecken“.
Im Mai 2020 entschied das Bundesverwaltungsgericht höchstrichterlich, dass eine äußerlich erkennbare Tätowierung nicht mit der Neutralitäts- und Repräsentationsfunktion von Uniformträgern nach Bayerischen Beamtengesetz vereinbar ist. Ein Polizist wollte sich das Wort Aloha in 15 mal 6 Zentimetern auf dem Unterarm tätowieren lassen. Dabei sind die Vorschriften verschiedener Bundesländer unterschiedlich. So sind in Berlin sichtbare Tätowierungen minderer Größe erlaubt. In Rheinland-Pfalz müssen sichtbare Tätowierungen abgedeckt werden.

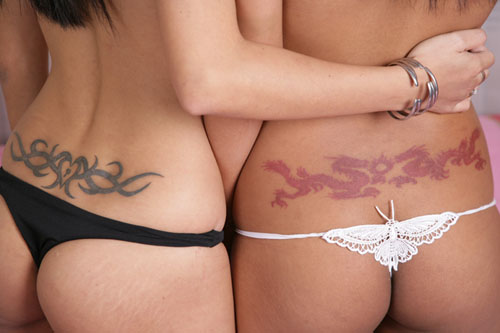
Tätowierung über dem Steißbein, umgangssprachlich „Arschgeweih“

### Motive, Stile und neue Trends
Waren Anfang des 20. Jahrhunderts Tätowierungen fast nur bei Seeleuten, Soldaten oder Häftlingen zu sehen, so entwickelte sich seit den späten 1980er Jahren ein allgemeiner Trend zu Tattoos. Es machten auch gewisse Musikszenen Tätowierungen zu einem Bestandteil ihrer Subkultur.
In den 1990er Jahren erlebten vor allem Tribal-Tattoos ihre Hochblüte. Tribals fanden in verschiedensten Formen den Weg unter die Haut. Vor allem bei Trägerinnen waren sie unter der scherzhaften Bezeichnung Arschgeweih auf dem Steiß platziert zu finden.
Ende der 1990er Jahre gab es in der Tattoo-Szene einen Trend zu Old-School-Motiven. Dies sind Motive, die ihren Ursprung häufig in alten Seemannstätowierungen haben. Beispiele für Motive dieses Genres sind Sterne, Schwalben, Anker oder Herzen.
Weitere Trends stellen Geek- oder Nerd-Tattoos dar. Die Motive stammen in der Regel aus dem akademischen Bereich oder dem Computerbereich und spiegeln die wachsende Popularität von Geekstyle und Nerdcore wider. Ferner finden bei Biomechanik-Tattoos Motive von Haut-Öffnungen, hinter denen Muskeln, Organe oder auch Maschinenteile sichtbar sind, Verwendung.
Beim „Cover-up“ werden ungeliebte Tattoos durch andere, größere Motive überdeckt.

#### Kritik
„Eine Tätowierung zeigt, wer du bist. Daher solltest du bei der Wahl des Motivs und der Körperstelle bedenken, dass du in Zukunft vielleicht nicht jedermann zeigen willst, wer du einmal warst.“

## Tätowierungen in der bildenden Kunst

Maud Arizona 1919

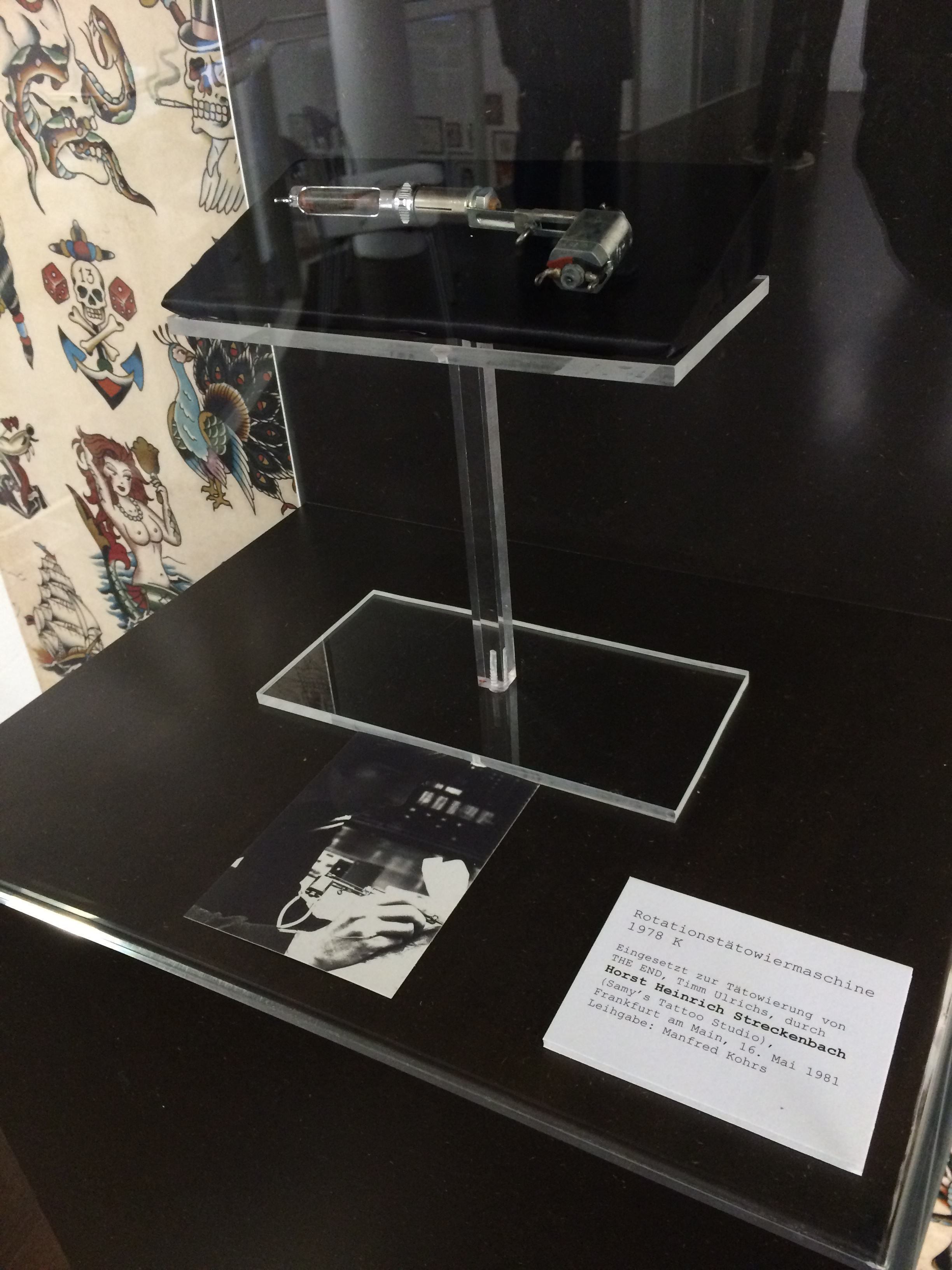
Rotarymaschine „Kohrs 1978“ (Liner), Kunstausstellung „skin stories“ in der kunst galerie fürth 2015

### Deutschland
Der deutsche Expressionist Otto Dix fertigte 1922 in zwei verschiedenen Fassungen als Kaltnadelradierung das Werk Maud Arizona (Suleika, das tätowierte Wunder) an. Exemplare werden u. a. im Museum of Modern Art, Los Angeles County Museum of Art, dem Virginia Museum of Fine Arts und Museo Nacional de Bellas Artes präsentiert.
Otto Dix war nicht der erste Künstler, der Tätowierungen in seine Werke aufnahm. „In Mitteleuropa wurde der tätowierte Körper schon Anfang des 20. Jahrhunderts als Metapher für den „Primitivismus der Gefühle“ (Oskar Kokoschka: Mörder, Hoffnung der Frauen, 1909) oder als Synonym für die Krise der moralischen und intellektuellen Werte im Ersten Weltkrieg (Hugo Ball: Flammetti oder Vom Dandyismus der Armen, 1918) gesehen. Mit großer Detailtreue stellte Dix die Tätowierungen in der Haut der Seeleute, Prostituierten und anderen Protagonisten der Arbeiterklasse der Weimarer Republik dar.“
Die Künstlerin Valie Export ließ sich am 2. Juli 1970, im Rahmen einer öffentlichen Veranstaltung in Frankfurt, von Horst Streckenbach ein Strumpfband tätowieren. „Der eigene Körper wird schmerzhaft und dauerhaft mit einem Strumpfband – einem Fetisch männlicher Sexualfantasien – markiert, um damit Funktionalisierung und soziale Rolle der Frau als Sexualobjekt zu entlarven sowie ihre gesellschaftliche Bestimmung durch den Mann zu reflektieren.“ Die Philosophin Simone de Beauvoir formulierte dazu: „Man wird nicht als Frau geboren, man wird dazu gemacht.“ Im Jahr 1971 traf Streckenbach anlässlich der 4. experimenta in Frankfurt auf Timm Ulrichs, der sich als „erstes lebendes Kunstwerk“ die Signatur timm ulrichs 1940 – … tätowieren ließ. Auf sein rechtes Augenlid ließ er sich von Streckenbach (Frankfurt/Main) 1981 die Worte „The End“ tätowieren – der Abspann für den ultimativ letzten Film. Getreu seinem Motto „Totalkunst ist das Leben selbst“ ließ sich Ulrichs 1971 öffentlich die eigene Signatur in den Oberarm tätowieren. Nicht die einzige Tätowierung: Seit kurzem steht auf seinem Fuß „Copyright by Timm Ulrichs“.
Die Tätowierer Manfred Kohrs (Hannover) und Horst Streckenbach (Frankfurt/Main) haben in den späten 1970er Jahren daran gearbeitet, die deutschen Tätowierer in die künstlerische Szene einzuführen; auch um dem Berufsstand den Habitus des „Halbseidenen“ zu nehmen, der in diesen Jahren noch extrem vorhanden war. In den Jahren 1977 bis 1981 erstellte Manfred Kohrs – als Mitglied im Kunstverein – einige Einzelprojekte mit der Thematik Tätowierungen. Im Jahr 2015 wurde im Rahmen der Ausstellungen Skin Stories in der Kunst Galerie Fürth, neben Werken von u. a. mit Natascha Stellmach, Timm Ulrichs, Wim Delvoye, Simone Pfaff und Volker Merschky, auch eine Tätowiermaschine von Manfred Kohrs ausgestellt.
Die Berliner Künstlerin Ingeborg Leuthold beschäftigt sich seit 1985 mit Motiven tätowierter Menschen. Angeregt durch die Loveparade und den Christopher Street Day vertiefte sie ihre Arbeiten zum Thema, die 2010 in der Ausstellung Tattoo total oder die Sehnsucht nach dem verlorenen Paradies einen Höhepunkt fand.

### Schweiz
Mit dem Pop-Art-Künstler Marco De Lucca realisierte der Tätowierer Dietmar Gehrer 2012 ein Kunstprojekt mit dem Titel «Lebens-Zeichen». Das Ergebnis der Zusammenarbeit war anlässlich der Neueröffnung der Bodensee-Galerie in Altenrhein zu sehen.

### International
Im September 1995 zeigte Ed Hardy in der New Yorker Kunstgalerie The Drawing Center die Ausstellung »Pierced Hearts and True Love«. Hardy gab in dieser Ausstellung, die ein „entscheidender Schritt zur Imageverbesserung des Tätowierens“ war, einen geschichtlichen Überblick der vergangenen 100 Jahre.
Die US-amerikanische Künstlerin Shelley Jackson erstellte 2003 ein Kunstprojekt namens „The skin project“. Sie hat eine Kurzgeschichte von 2095 Wörtern verfasst, welche nicht gedruckt wurden, vielmehr ließen sich Freiwillige jeweils ein Wort der Geschichte tätowieren.

### Ausstellungen (Auswahl)
- 2019/2020: Tattoo-Legenden. Christian Warlich auf St. Pauli, Museum für Hamburgische Geschichte
- 2017/2018: GRASSI invites #4: Tattoo und Piercing, GRASSI Museum für Völkerkunde Leipzig.[64]
- 2015: tattoo, Museum für Kunst und Gewerbe Hamburg.[56]
- 2015: Skin Stories, Kunst Galerie Fürth.[57]
- 2013/2014: Tattoo, Gewerbemuseum Winterthur.[65]
- 2013: gestochen scharf – Tätowierung in der Kunst, Museum Villa Rot[66]
- seit 2002: GAT – Grüße Aus Tätowierungen, jährliche Ausstellung mit wechselnden Themen

## Wissenschaft und Forschung

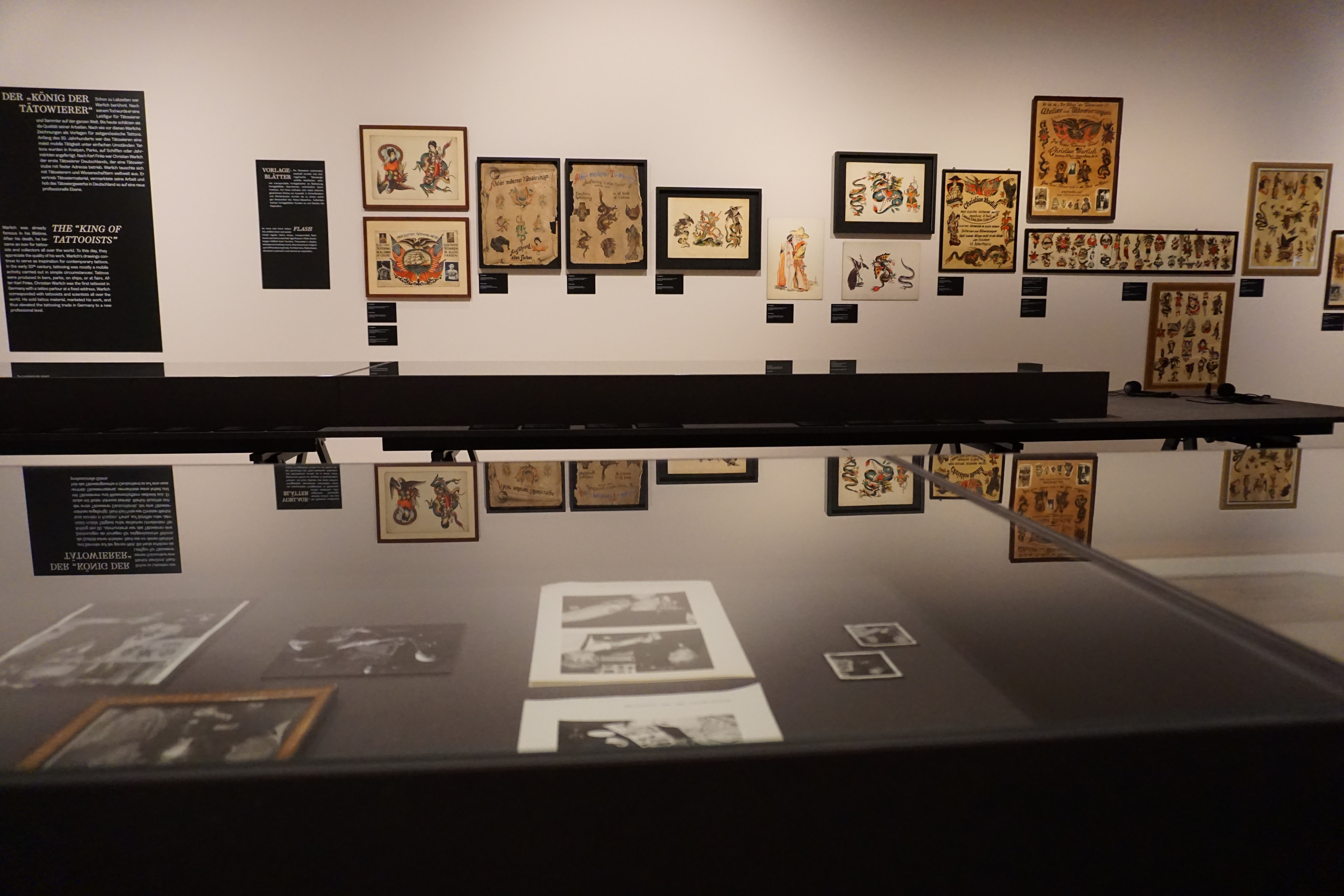
Sonderausstellung Tattoo-Legenden. Christian Warlich auf St. Pauli am 5. Mai 2020

Mit seinen Forschungen zur Tätowierung hob der deutsche Kunsthistoriker und Kurator Ole Wittmann „erstmals umfassend die Tätowierung in den Fokus kunstwissenschaftlicher Betrachtung.“ Seine Dissertation Tattoos in der Kunst wurde 2017 publiziert. Mit der Sonderausstellung Tattoo-Legenden. Christian Warlich auf St. Pauli, zeigte das Museum für Hamburgische Geschichte vom 27. November 2019 bis zum 25. Mai 2020 erstmals eine Ausstellung für ein breites Publikum zur deutschen Tätowiergeschichte. Die Ausstellung Tattoo-Legenden. Christian Warlich auf St. Pauli war im März 2020 international die einzige laufende Sonderausstellung, die online zu besuchen war. Eine schon totgesagte Schau wurde nur wenige Tage nach dem plötzlichen Lockdown reanimiert und es gab eine aktive Teilhabe einer Community am Thema Tattoo-Geschichte. Zudem erlaubte der Online-Rundgang virtuelle Exkursionen und Kuratorenführungen, unter anderem für ein Seminar der Christian-Albrechts-Universität zu Kiel. Der virtuelle Rundgang wurde beim Annual Multimedia Award 2021 in der Kategorie „Events im Internet“ mit Gold ausgezeichnet. Der Onlinerundgang wurde vom Nachlass Warlich und dem Institut für deutsche Tattoo-Geschichte übernommen und kann weiter besucht werden. Ein Jahr nach Eröffnung der analogen Ausstellung im MHG folgte ab November 2020 die Fortsetzung der digitalen Variante: in der Schau Christian Warlich. Digital Exhibit Pt II stehen einzelne Objekte im Fokus.

## Rechtsmedizin und Strafermittlung
Strafermittler und Rechtsmediziner benutzen Tattoos, um Leichen zu identifizieren und Tatverdächtige ausfindig zu machen.
Verblichene oder in Folge von Fäulnisveränderungen unsichtbar gewordene Tattoos können mithilfe von Wasserstoffperoxid-Lösung wieder sichtbar gemacht werden. Bei mumifizierten Leichen können Infrarotfotos bei der Identifikation von Tattoos helfen.

## Anwendung in der Medizin
Horst Streckenbach war der erste Tätowierer, der nachweislich bereits 1976 im medizinischen Bereich arbeitete und nach einer Mammakarzinom-Operation eine Mamillenrekonstruktion vornahm. Der Vorgang wurde als „Streckenbach-Technik“ in die medizinische Literatur übernommen.
Ab dem Jahr 1983 führte der Tätowierer Manfred Kohrs, im Nachgang zu Brustrekonstruktionen, Tätowierungen durch, um den Brustwarzenhof zu rekonstruieren. In der Folgezeit belieferte Kohrs einige deutsche Kliniken mit entsprechendem Gerät und schulte Mediziner an. In der Augenheilkunde gibt es ein selten angewandtes Verfahren der rekonstruktiven Chirurgie, das als Keratographie oder auch Hornhauttätowierung bekannt ist. Dabei werden naturnahe Farbpigmente unter die Hornhaut des menschlichen Auges eingebracht. Es dient der plastischen Verbesserung bei schweren kosmetischen Entstellungen durch Erkrankungs- oder Verletzungsfolgen der vorderen Augenabschnitte (Iris, Pupille usw.). Die Keratographie beinhaltet zwar ein gewisses Risiko und kann mit Komplikationen einhergehen, gleichwohl kann sie sich für Patienten eignen, bei denen eine Wiederherstellung der Sehkraft nicht mehr zu erwarten ist. Seit fast 2000 Jahren sind solche Verfahren bekannt, gerieten jedoch über lange Zeit in Vergessenheit und erfahren seit einigen Jahren wieder eine Renaissance, wenn auch nur für eine begrenzte Anzahl von Betroffenen. Die Prozedur des Tätowierens ist unter der Internationale Klassifikation der Behandlungsmethoden in der Medizin als chirurgische Prozedur unter dem Operationen- und Prozedurenschlüssel 5-890 (Tätowieren und Einbringen von Fremdmaterial in Haut und Unterhaut) gelistet.

## Etymologie
Sowohl das deutsche Wort „tätowieren“ als auch das englische „tattoo“ (ˌtæ'tuː) haben ihren Ursprung in den polynesischen Sprachen. Das samoanische Wort tatau (als Hautverzierung oder Zeichen) kann übersetzt werden mit „richtig“ und bedeutet so viel wie „richtig [die Haut oder Muster einschlagen]“ oder auch „gerade, kunstgerecht“. Nach der Ankunft James Cooks 1774 in England verbreitete sich der Begriff in Europa. In der englischen Militärsprache gab es ein gleichlautendes Wort (aus niederländisch taptoe) schon seit der Mitte des 17. Jahrhunderts, es bezeichnet den Zapfenstreich. In England wurde der Begriff tattow neben dem zunächst gebräuchlichen tattaow verwendet, der dann von tattoo (aus marquesanisch tatu) ersetzt wurde, was heute ausschließlich benutzt wird. Die Tatsache, dass es in England zunächst überwiegend Soldaten waren, die sich tätowieren ließen, könnte den Ersatz des Wortes befördert haben.
Im deutschen Sprachraum existierten lange Zeit die Begriffe Tatauieren und Tätowieren nebeneinander, bis sich schließlich zu Beginn des 20. Jahrhunderts die Bezeichnung Tätowieren endgültig durchsetzte. In der Ethnologie wird jedoch weiterhin meist von Tatauieren und Tatauierungen gesprochen.

## Technik

### Schmucktätowierung

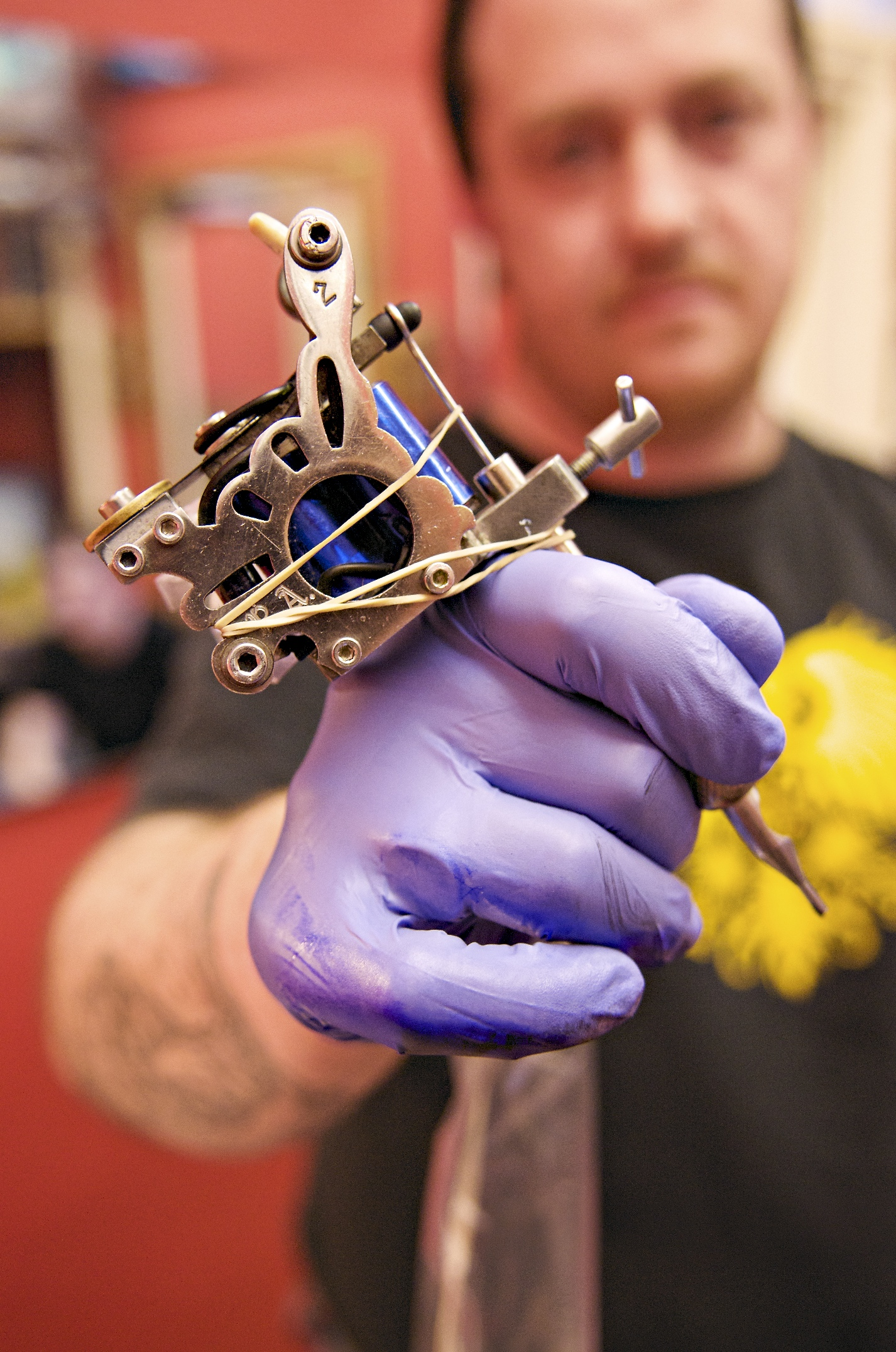
Tätowiermaschine mit Magnetspulenantrieb

Der Vorgang der Tätowierung besteht grundsätzlich in einer Punktierung der Haut, wobei gleichzeitig mit dem Durchstechen ein Farbmittel in die Haut eingebracht wird. Hierbei ist darauf zu achten, dass der Stich weder zu oberflächlich noch zu tief angebracht wird. Im ersten Fall würde das eingelagerte Farbmittel lediglich in die Zelllagen der Epidermis eingebracht werden. Dies hätte zur Folge, dass bei der fortwährenden Erneuerung dieser Hautschicht ein Abwachsen und eine Abstoßung der Farbmittelteilchen nach außen gleichzeitig mit den Epidermiszelllagen erfolgen würde. Im zweiten Fall, wenn also der Stich zu tief in die Haut vorgenommen wird, kommt es durch die auftretenden Blutungen zu einem Auswaschen der Farbmittel. Dauerhaft haltbar sind diejenigen Farbmittel, die in der mittleren Hautschicht (Dermis), und zwar im Zelltyp der Fibroblasten eingelagert sind.

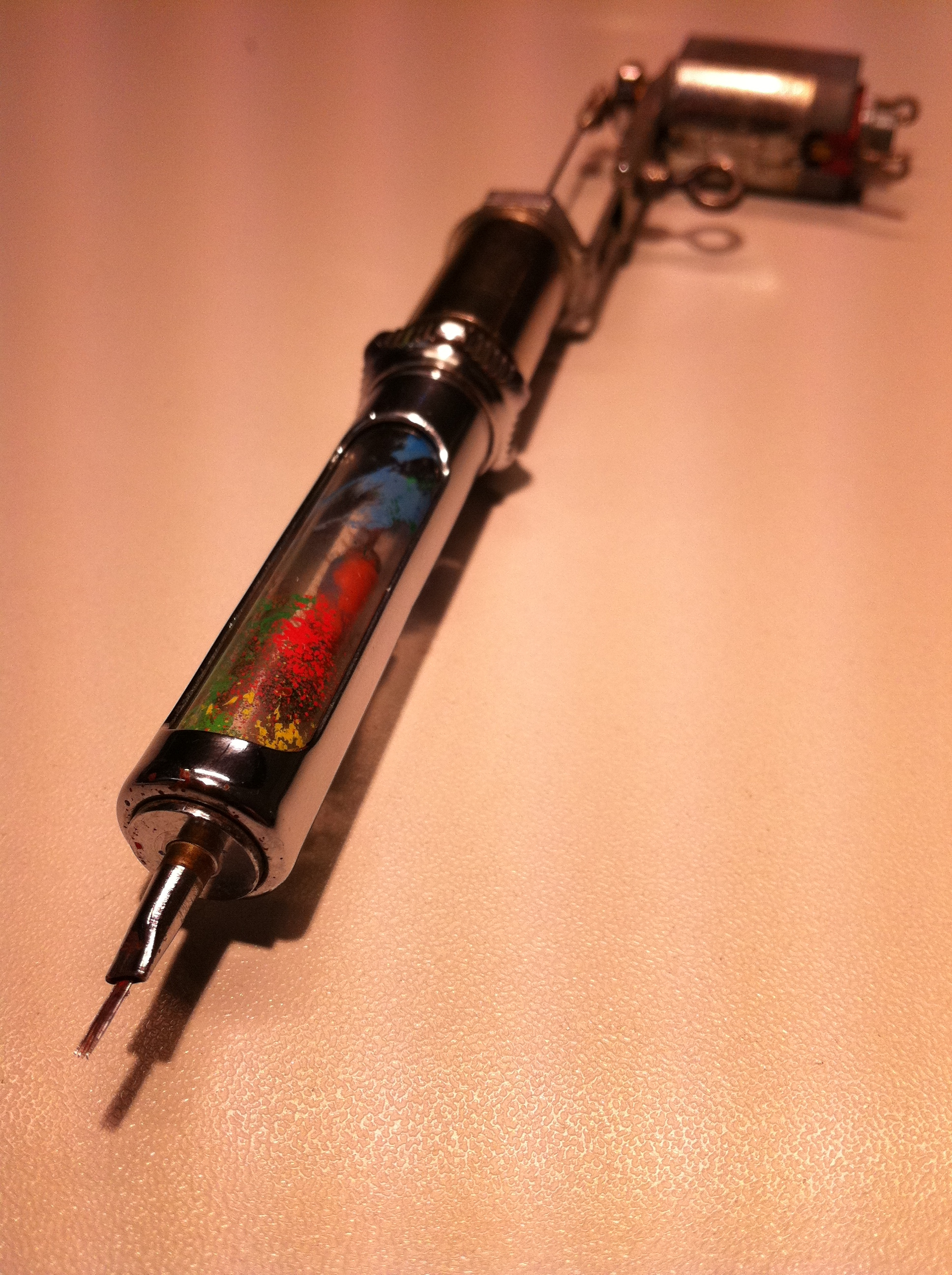
Die Streckenbach/Kohrs-Tätowiermaschine
mit Rotationsantrieb

Die Geschwindigkeit ist abhängig von der Tätowiermaschine, der Technik und dem gewünschten Effekt, z. B. Linien oder Schattierungen, liegt aber zwischen ca. 800 bis 7500 Bewegungen pro Minute. Die Tinte hält sich dank einer Kapillarwirkung zwischen den Nadeln und wird durch die Schnelligkeit der Bewegung ähnlich leicht in die Haut gebracht wie beim Zeichnen mit einem Stift auf Papier. Die Haut wird mit der einen Hand unter Spannung gehalten, die andere Hand bringt das Bild ein. Hierbei wird zunächst – zumeist mit schwarzer Farbe – die Kontur erstellt sowie – insoweit erforderlich – die Schattenwirkung eingebracht; anschließend werden die entsprechenden Flächen farblich aufgefüllt. Die Wahl der verwendeten Nadelmengen- und Stärken richtet sich nach dem Motiv und der angewandten Technik.
Es existieren weitere Möglichkeiten, dauerhafte Hautzeichnungen herzustellen, beispielsweise das Einschneiden der Haut und ein Einreiben der Wunde mit Tinte, Asche oder sonstigen farbgebenden Stoffen (sogenanntes Ink-Rubbing), oder das Tätowieren mit Nadel und Faden, bei dem eine mit Faden umwickelte Nadel in Tinte, Tusche oder sonstige farbgebende Stoffe getaucht und dann in die Haut gestochen wird; dieser Vorgang wird umgangssprachlich auch als „Peiken“ oder „Peikern“ bezeichnet. In neuerer Zeit hat sich der Begriff Hand-Poke etabliert. Österreichische Soldaten und gemeine Soldaten tätowierten sich im 19. Jahrhundert mit Einschnitten von „Namens-Chiffren“ oder Kreuzeszeichen, als Färbemittel diente Schießpulver.
Bei den Völkern Polynesiens war ein Tätowierkamm gebräuchlich, der aus verschiedenen Pflanzenteilen oder Knochen hergestellt wurde und an einem langen Stab befestigt war. Die Spitzen des Kammes wurden durch rhythmisches Schlagen auf den Griff in die Haut getrieben, wo sie eine Tinte aus Wasser und Asche oder verbrannten Nüssen einbrachten. Diese Kämme gab es in unterschiedlichen Breiten, sie hinterließen aber immer Linien, niemals Punkte.
Die Irezumi genannten traditionellen japanischen Tätowierungen werden noch, obwohl sich westliche Tätowiermaschinen auch in Japan längst großer Beliebtheit erfreuen, häufig manuell gefertigt, diese Technik wird Tebori genannt.
Die Eskimos hingegen zogen mit Farbe getränkte Fäden oder Sehnen unter der Haut hindurch, um eine dauerhafte Zeichnung zu erhalten.

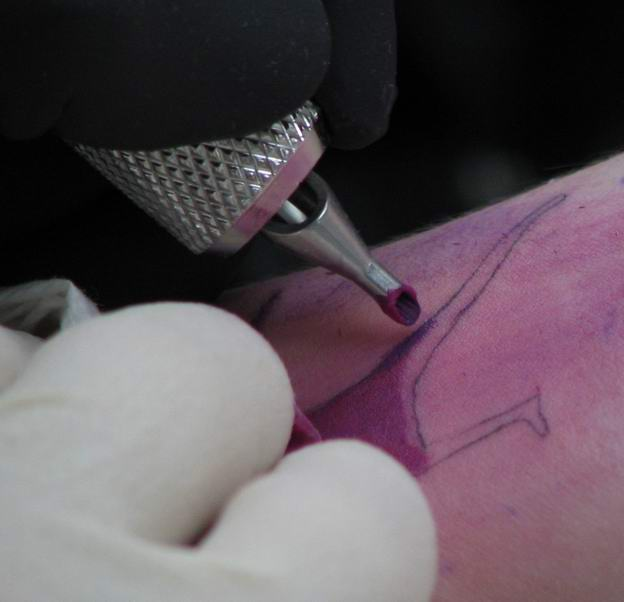
Tätowiernadel beim Stechen
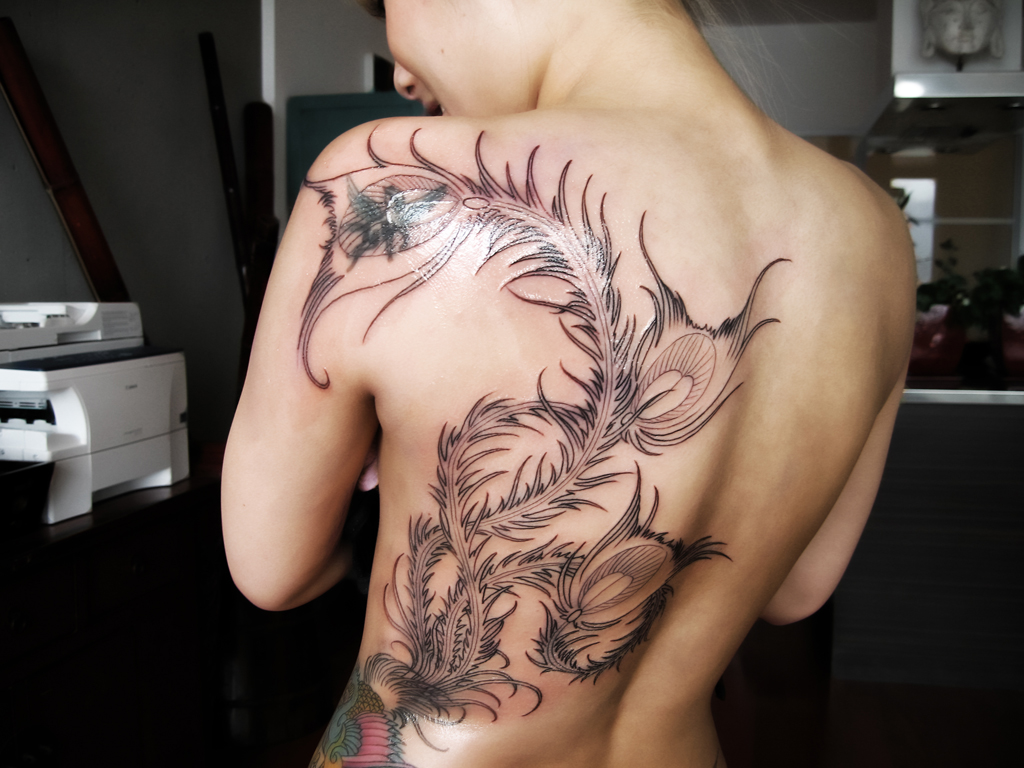
Outlines
Tätowiernadeln vergrößert
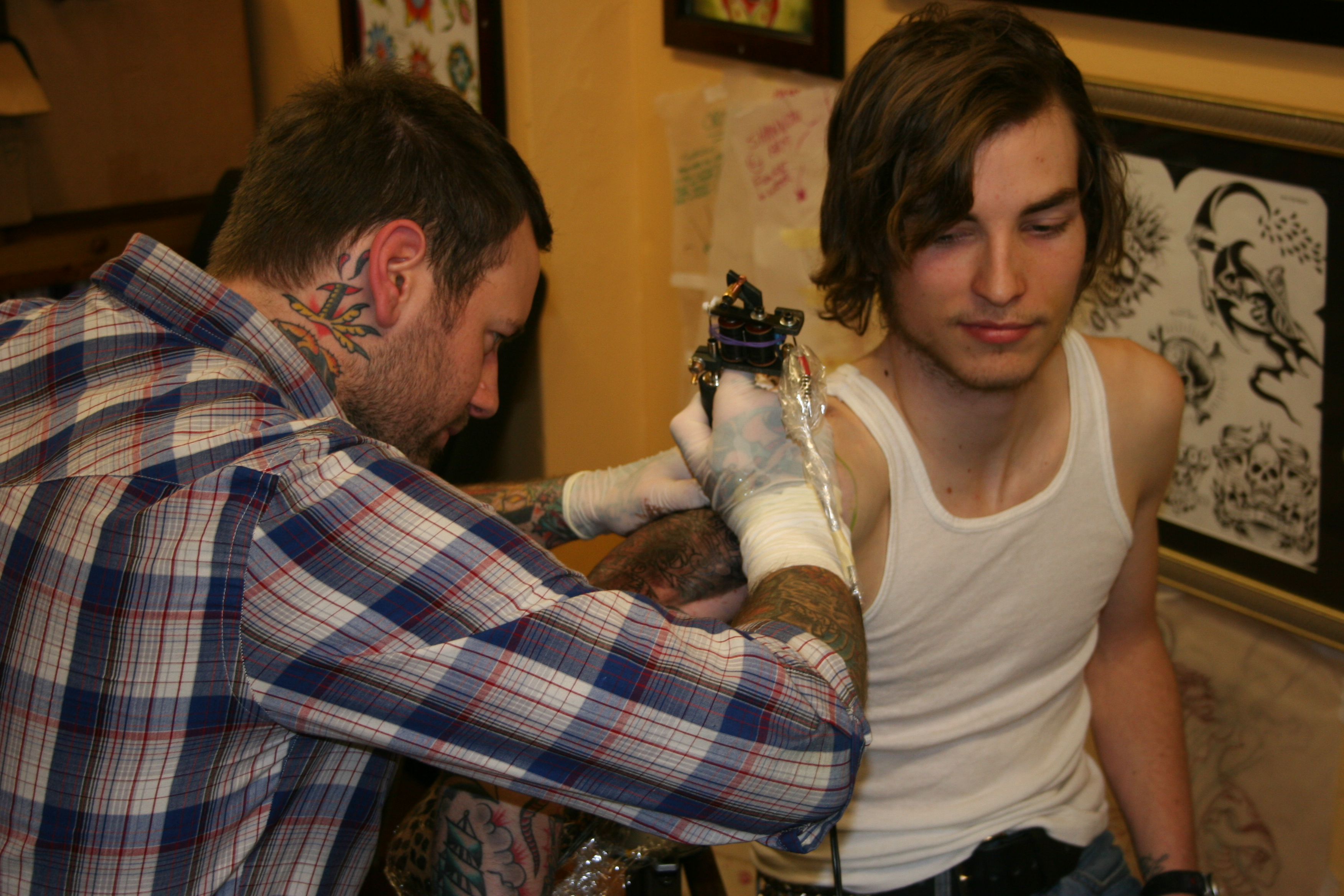
Tätowieren eines Oberarms
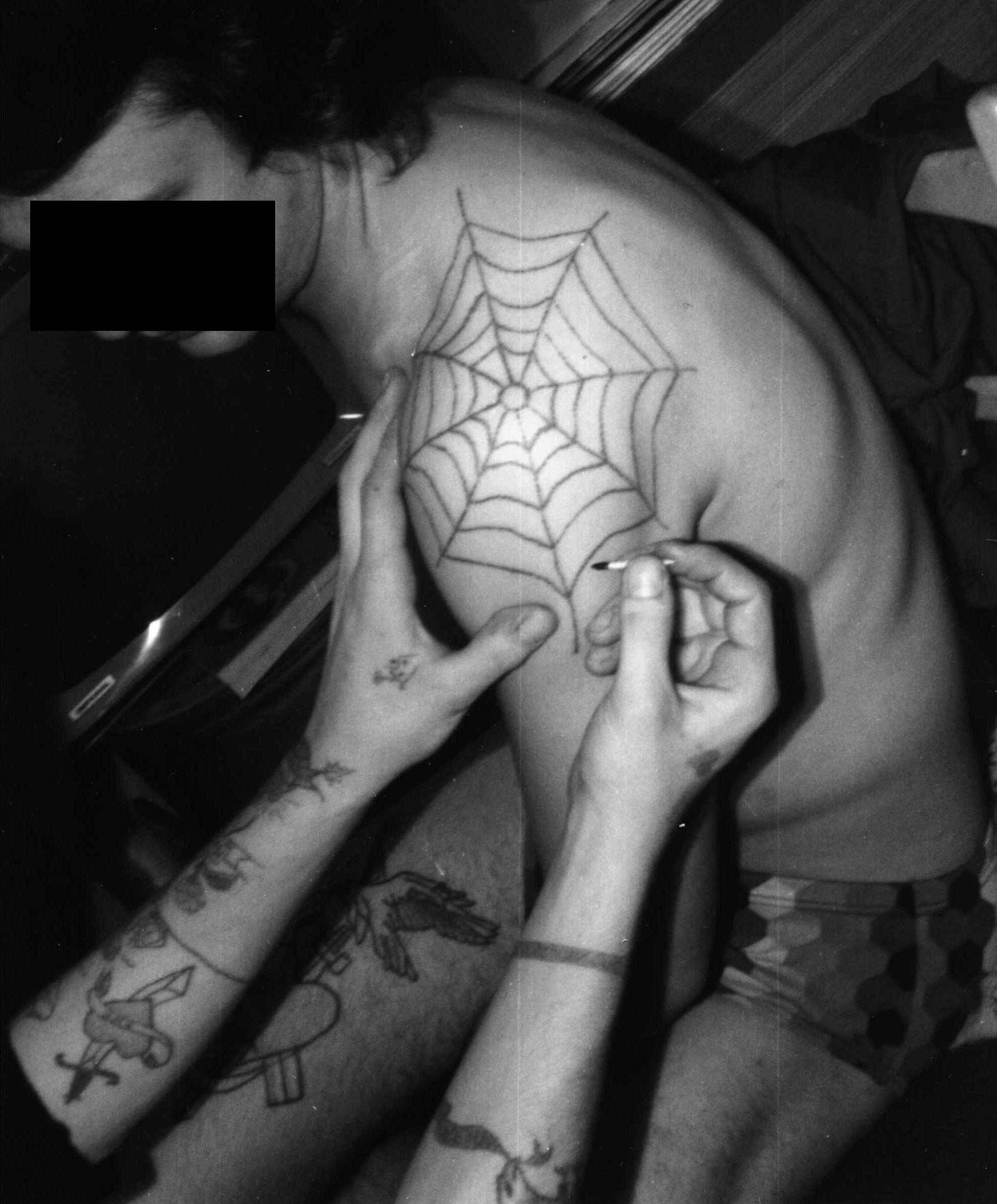
Tätowieren von Hand, so genanntes „Peikern“
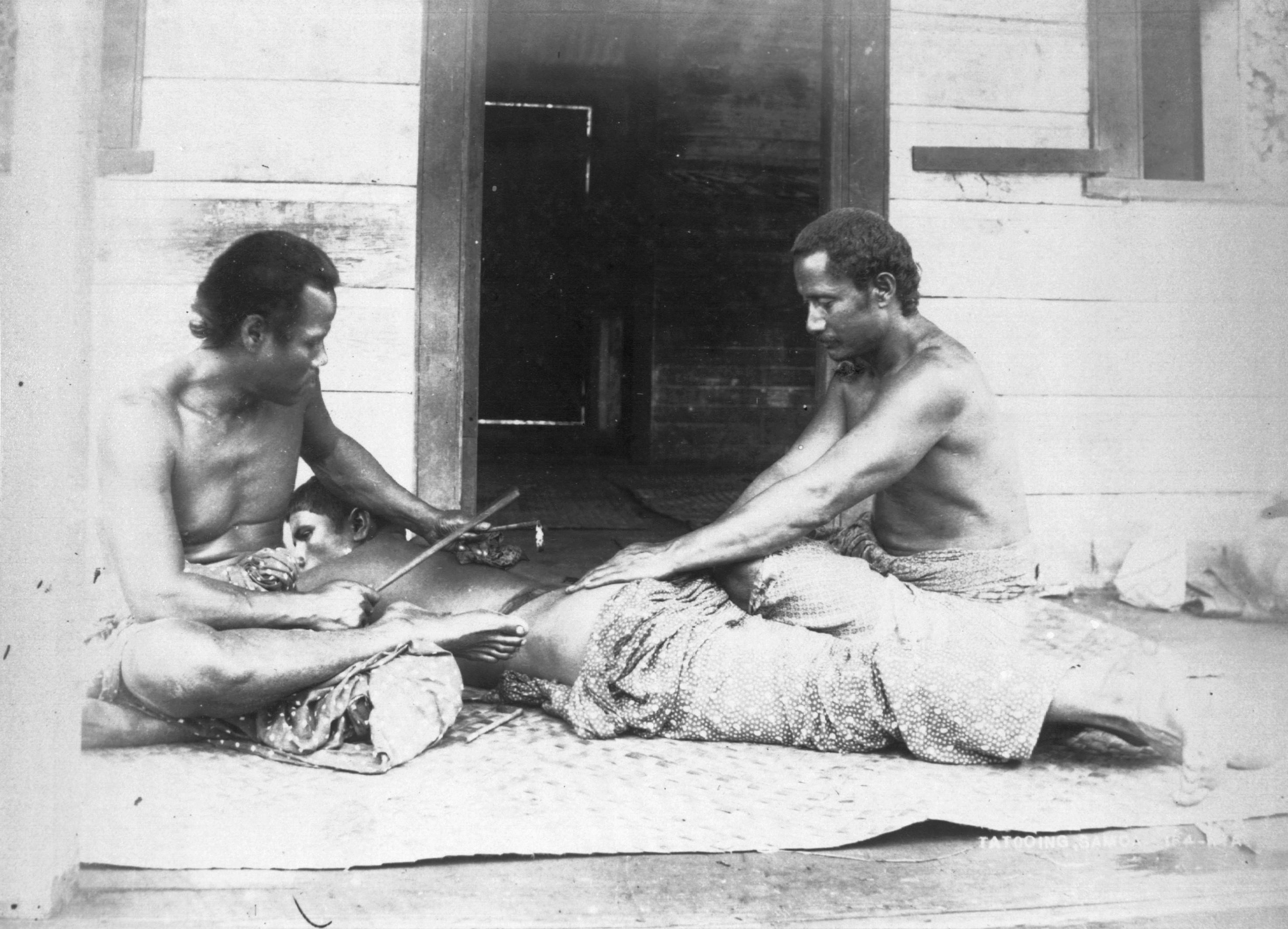
Tätowieren mit einem Tätowierkamm
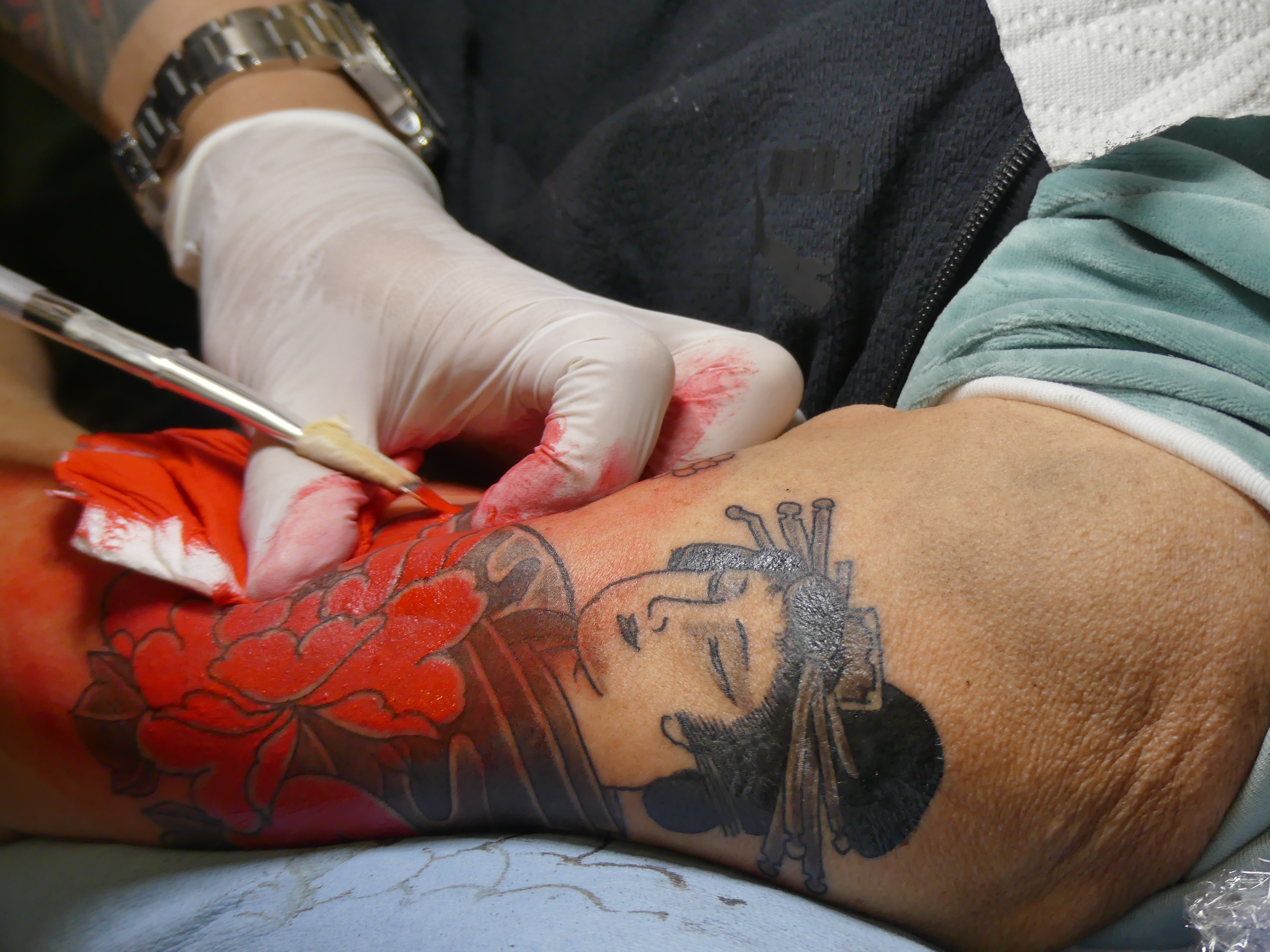
Traditionelle Arbeit mit Tebori 2019
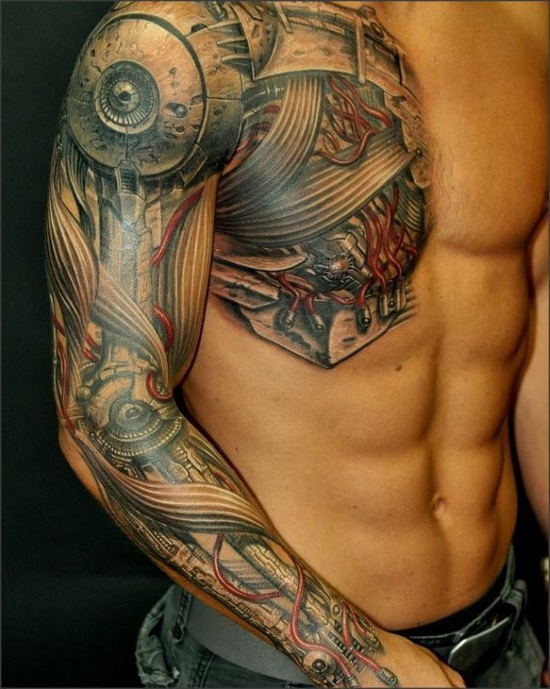
Biomechanik-Tattoo

### Schmutztätowierung
Neben der Schmucktätowierung wird auch das (unerwünschte) Eindringen von gefärbten Partikeln in das Bindegewebe der Haut in der Medizin als Tätowierung bezeichnet – als „Schmutztätowierung“.
Ursachen sind meist Unfälle mit Feuerwerkskörpern, Pulverschmauchverletzungen und Straßenunfälle. Aber auch beim Sturz „auf Asche“ mit Schürfwunde können färbende Partikel unter die Haut gelangen. Eisenhaltige Metallsplitter in der Haut verursachen eine Braunfärbung (Siderose). Bei Bergleuten kommen Schmutztätowierungen mit Kohlestaub vor.
Während in den ersten 72 Stunden Schmutzpartikel noch durch Ausbürsten meist ohne kosmetische Folgen entfernt werden können, muss später meist eine Stanzexzision durchgeführt werden.

## Rechtsgrundlagen

### Deutschland
Das Tätowieren von minderjährigen Personen ist bedingt möglich, hinreichend ist eine Einverständniserklärung der Eltern. Da vielen Tätowierern die schriftliche Einverständniserklärung nicht ausreicht, verlangen diese, dass mindestens ein Elternteil während der gesamten Sitzung anwesend ist.
Gemäß § 294a SGB V sind Ärzte und Krankenhäuser verpflichtet, den Krankenkassen Komplikationen bei Tätowierungen zu melden. Außerdem besteht bei Arbeitsunfähigkeit kein Anspruch auf Entgeltfortzahlung, denn der Arbeitgeber hat nur das normale Krankheitsrisiko des Arbeitnehmers zu tragen.
Seit 2018 ist laut Polizeidienstvorschrift das Tragen von sichtbaren Tätowierungen bei Beschäftigten der Polizei in Berlin zulässig.
Seit dem 4. Januar 2022 unterliegen viele Chemikalien innerhalb bestimmter Tattoofarben im gesamten Raum der Europäischen Union der REACH-Verordnung. Die Verordnung verbietet ausdrücklich den Einsatz von als krebserregend, fruchtbarkeitssenkend oder hautschädlich eingestuften Stoffen in Tattoo-Farben. Der Tintenhersteller Edding gab im September 2024 sein Geschäft mit der Herstellung von Tattoo-Tinte auf, denn es sei nahezu unmöglich, Farben herzustellen, die der verschärften europäischen Chemikalienverordnung entsprechen.

### Österreich
Das Tätowieren von minderjährigen Personen ist nach § 2 Absatz 1 Satz 4 der Verordnung über die „Ausübungsregeln für das Piercen und Tätowieren“ ab 16 möglich. Es müssen jedoch sowohl der Minderjährige als auch die mit der Pflege und Erziehung des Minderjährigen betraute Person schriftlich einwilligen.

### Schweiz
Das Tätowieren von minderjährigen Personen ist mit Erreichen der Urteilsfähigkeit des Jugendlichen erlaubt. Zumeist liegt diese ab dem 14. Geburtstag vor und ist im Artikel 16 des Schweizerischen Zivilgesetzbuchs (ZGB) verankert.

## Gesundheitsgefahren

### Infektionsgefahr

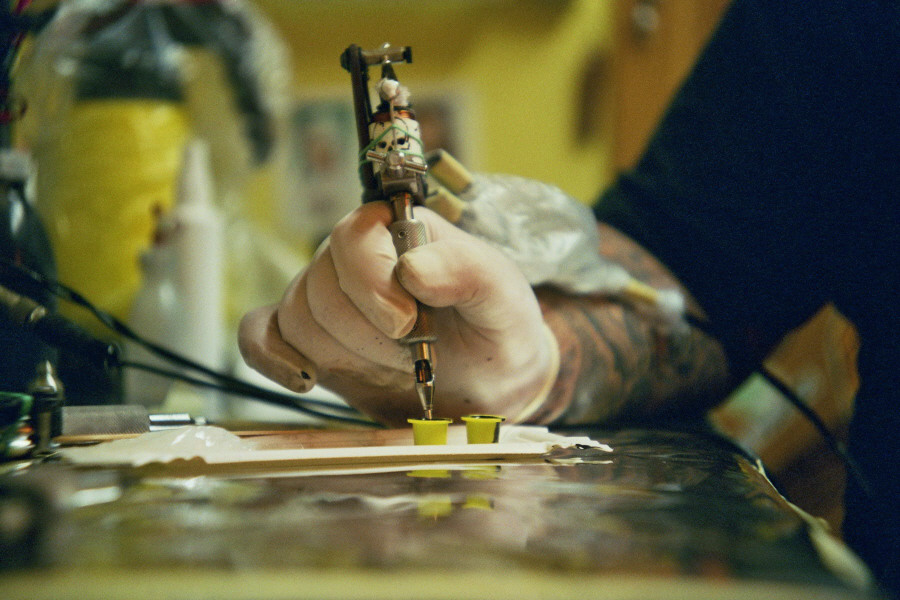
Eine selbstgebaute elektrische Tätowiermaschine

Beim Tätowieren müssen strenge Hygienevorschriften eingehalten werden, einige Bundesländer in Deutschland haben entsprechende Vorgaben in ihren Hygieneverordnungen verankert, z. B. die hessische Infektionshygieneverordnung. Die Hygienevorschriften werden nicht immer kontrolliert. Es kann zu HIV-, Hepatitis- und diversen anderen Infektionen kommen. In den Niederlanden, der Schweiz und Österreich unterliegen Tätowierstudios strengen Auflagen und Kontrollen, was der allgemeinen gesundheitlichen Sicherheit in diesem Bereich sehr zuträglich war. Inzwischen werden dort die Eingriffe, Sterilisationsvorgänge, Reinigungen und Desinfektionsmaßnahmen schriftlich dokumentiert. In Österreich ist seit dem Jahr 2003 die jährliche Erbringung eines Unbedenklichkeitsnachweises durch ein akkreditiertes Institut gesetzlich vorgeschrieben (siehe Bundesgesetzblatt 141/ 2003).
Eine Infektionsgefahr geht auch von frischen, noch nicht vollständig verheilten Tätowierungen aus: so besteht das Risiko, sich beim Baden mit dem Bakterium Vibrio vulnificus zu infizieren. Die Infektion kann bei geschwächten Personen tödlich verlaufen.

### Krebsrisiko
Untersuchungen haben gezeigt, dass Tattoofarben häufig toxische Bestandteile enthalten. Dazu gehören polyzyklische aromatische Kohlenwasserstoffe (PAKs), Schwermetalle (wie Blei, Cadmium und Quecksilber) sowie primäre aromatische Amine (PAAs), die als krebserregend eingestuft sind. Diese Stoffe können durch Sonneneinstrahlung oder bei Laserbehandlungen zur Tattooentfernung in gefährliche Abbauprodukte wie Blausäure und weitere krebserregende aromatische Amine zerfallen.
Tattoo-Pigmente verbleiben langfristig in der Epidermis und Dermis, wo sie intrazellulär in Makrophagen, Mastzellen und Fibroblasten eingelagert sind; dies kann chronische Entzündungen verursachen und die Hautelastizität beeinträchtigen, was langfristig zu strukturellen Veränderungen und vermehrter Narbenbildung führt.
Eine Studie an Mäusen zeigte, dass Tattoofarben ausgeprägte und anhaltende Entzündungen in den Lymphknoten verursachen und sogar die Immunantwort, beispielsweise auf Impfungen, beeinträchtigen können.
Die epidemiologische Forschung bezüglich Krebsrisiken durch Tattoos liefert differenzierte Ergebnisse. Studien aus den USA (Utah), Schweden und Dänemark berichten von erhöhten Risiken insbesondere für Hautkrebs und bestimmte Lymphome, insbesondere bei großflächigen Tattoos.
Eine internationale Studie weist darauf hin, dass tätowierte Personen häufiger intensiver Sonnenexposition ausgesetzt sind, gleichzeitig aber oft erhöhte Sonnenschutzmaßnahmen treffen, vermutlich zum Schutz ihrer Tattoos vor dem Verblassen. Dies könnte dennoch ihr Risiko für Hautkrebs erhöhen. Tätowierungen wurden zudem in einer Studie mit einem erhöhten Alkoholkonsum in Verbindung gebracht, was als Hinweis auf generell risikoreichere Lebensweisen interpretiert werden kann.

### Gesundheitsschädliche Farbstoffe

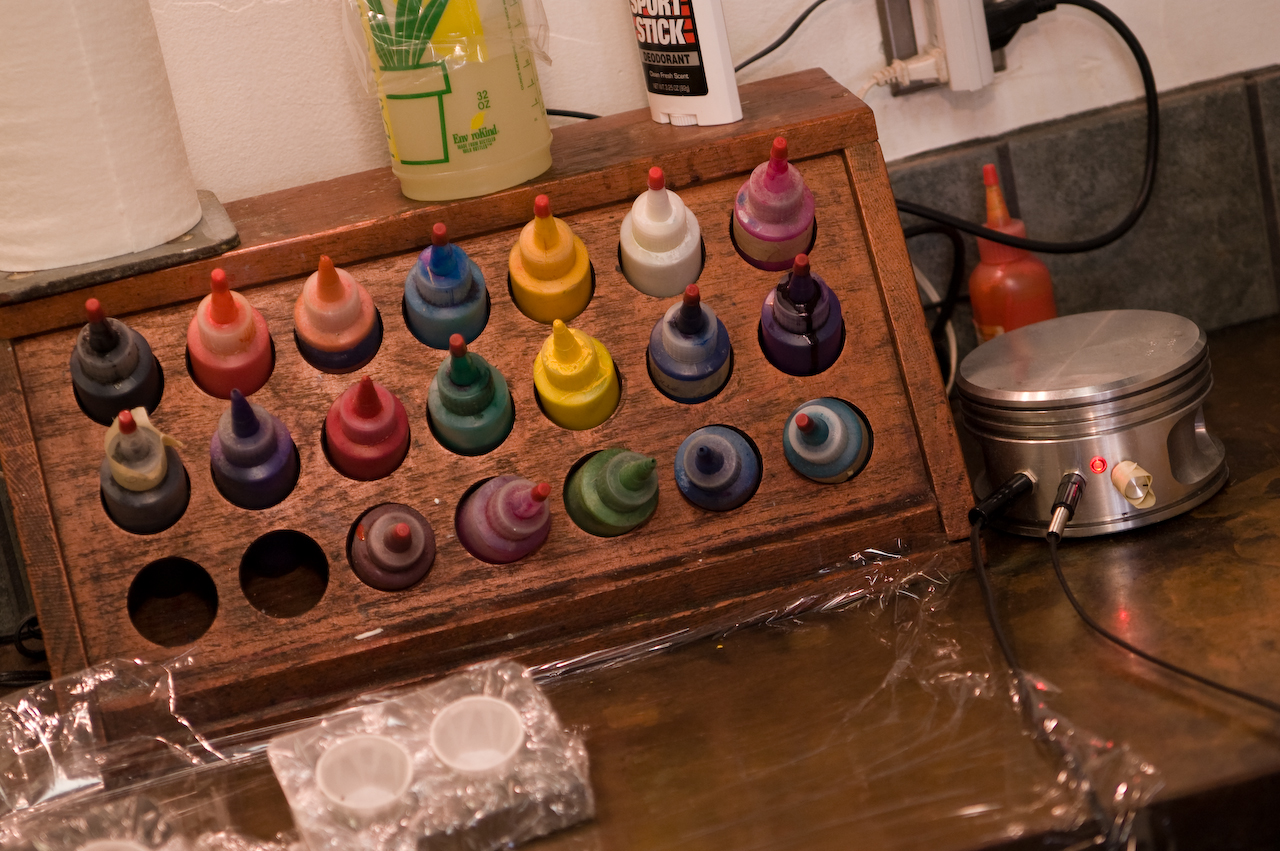
Tätowierfarbe

Untersuchungen haben gezeigt, dass ein Teil der Farbstoffe der Tattoofarbe aus der Dermis in andere Bereiche des Körpers fortgetragen wird. Da es, im Gegensatz zu Kosmetika, für die verwendeten Farben kaum gesetzliche Vorschriften gab, enthielten diese oft zum Beispiel Schwermetallverbindungen als Pigment. Außerdem gelten insbesondere Azo-Farben als problematisch, da sie unter Einwirkung von UV-Licht in gesundheitsschädliche Stoffe wie Azelenhydrochlorid oder verschiedene Kohlenwasserstoffe (beides Zellgifte) zerfallen.
Die Stiftung Warentest hat im Jahr 2014 zehn Tätowierfarben untersucht. In sechs Farben wiesen die Tester Inhaltsstoffe nach, die krank machen oder für Allergiker gefährlich werden können. Zwei Farben enthielten giftige polycyclische aromatische Kohlenwasserstoffe (PAK).
Bei der Entfernung von Tätowierungen mittels Laser-Behandlung können aus den verwendeten Farbpigmenten, insbesondere aus den häufig verwendeten roten Farbpigmenten Pigment Red 22 und Pigment Red 9 krebserregende Substanzen, wie 2-Methyl-5-nitroanilin, entstehen.
Pigmente von Tätowierfarben dringen nicht nur in die Haut, sondern auch in den Körper ein. Teilweise sind Lymphknoten, die sich in der Nähe von Tätowierungen befinden, ebenfalls eingefärbt. 2003 veröffentlichte der Europarat die Entschließung ResAP(2003)2 über Tätowierungen und Permanent Make-up, um insbesondere krebsgefährdende Stoffe zu ahnden; sie wurde 2008 aktualisiert. Deutschland erließ im November 2008 die Tätowiermittel-Verordnung. Sie trat am 1. Mai 2009 in Kraft. Personen mit Tattoos haben auffällig häufiger Haut- und Lymphomkrebs.
Einige Krankenhäuser verweigern Patientinnen mit Tattoo oberhalb des Steißbeins („Arschgeweih“) die Periduralanästhesie bei einer Geburt. Grund ist ein hohes Infektionsrisiko durch Farbpigmente, die mit der Nadel, die zwischen den Lendenwirbeln eindringt, in den Körper gelangen. Die Schäden durch Farbpigmente im Körper sind noch nicht ausreichend erforscht, das Risiko für ernsthafte Verletzungen oder Nervenschädigungen wird als zu hoch im Vergleich mit dem Nutzen angesehen.

### Verbrennung bei Kernspin-Tomographie
Das Auftreten einer Verbrennung während der tomographischen Untersuchung ist äußerst unwahrscheinlich und der zu erwartende Schweregrad einer derartigen Verbrennung gering. Wahrscheinlicher als eine Schädigung des Patienten ist jedoch das Auftreten von Ringartefakten.

### Augapfeltattoo
Als besonders gesundheitlich riskant gilt das Augapfeltattoo.

### Sonneneinstrahlung
Frische Tätowierungen müssen in den ersten Monaten vor Sonnenstrahlung geschützt werden. Doch auch im abgeheilten Stadium ist tätowierte Haut deutlich empfindlicher gegenüber Sonnenlicht.

### Sarkoidose
Entstehen im Bereich von Tattoos harte, nicht schmerzhafte, gerötete oder livide Papeln, die teilweise wund sein können, kann dies auf eine Sarkoidose hinweisen, eine seltene systemische granulomatöse und vor allem die Lungen betreffende Erkrankung, für die diese Papeln an Tätowierungen und alten Narben charakteristisch ist. Dies kann auch Jahre nach der Anlage des Tattoos auftreten.

## Entfernung
Unüberlegt gestochene Tätowierungen, handwerkliche Fehlschläge, wechselnde Modeströmungen oder die veränderte Akzeptanz einst moderner Motive, wie des Arschgeweihs, lassen bei den Trägern den Wunsch zur Entfernung der ungewünschten Tätowierungen aufkommen. Vielfach wird das ungewünschte Motiv mit einer neuen Tätowierung überdeckt oder in ein anderes Motiv eingearbeitet („Cover-up“). Zur Entfernung von Tätowierungen wurden verschiedene Methoden erprobt, wie Abschaben oder Ausschneiden der Hautpartien, Diathermie, Wasserstrahlschneiden, magnetische Entfernung magnetischer Tätowierpigmente, chemische Entfernung mittels Säuren oder Entfernung mit Lasertechnik.

### Säurelösung
In den 1920/1930er Jahren experimentierte der Hamburger Tätowierer Christian Warlich an Methoden, Tätowierungen zu entfernen. Er entwickelte Tinkturen auf Säurebasis aus destilliertem Wasser, Kalisalz, Kochsalz, Schwefelsäure und Ether. Diese wurde auf die Haut aufgetragen und löste die tätowierte Hautschicht ab, abschließend konnte die Haut mit der Farbschicht abgezogen werden. Diese als schmerzfrei beschriebene Methode hinterließ allerdings Narben auf der Haut. Warlich war damit so erfolgreich, dass das Universitätsklinikum Eppendorf (UKE) diesbezüglich Patienten an ihn verwies. Sein unerwarteter Tod verhinderte jedoch, dass sich diese Methode weiter verbreitete. In den 1960er/1970er Jahren forschte der Mediziner Claus Udo Fritzemeier zu Enttätowierungsstandardlösungen und konnte Warlichs Rezepte nachvollziehen.
Bei aktuellen Präparaten handelt sich um Lösungen, die in der Regel 40 % L-(+)-Milchsäure enthalten. Ähnlich wie bei Tätowiermitteln wird mit einer Nadel unter die Oberhaut gestochen und das flüssige Entfernungsmittel unter die Haut gespritzt.
Laut Aussage der Anbieter soll der Körper die Farbpigmente auf natürliche Weise abstoßen. Zwar kommt L-(+)-Milchsäure in natürlicher Form im menschlichen Körper vor; Untersuchungen haben gleichwohl gezeigt, dass der Einsatz solcher Tattoo-Entfernungsmittel aufgrund der Reizwirkung von Milchsäure hoher Konzentration (40 %) mit gesundheitlichen Risiken verbunden ist.
Es wurden Fälle mit schweren Entzündungsreaktionen der Haut mit Narbenbildung gemeldet. Bereits bei einer Konzentration von 20 % Milchsäure in Formulierungen treten nach dem Stand der Wissenschaft Reizwirkungen an Haut und Schleimhaut auf. Am Auge ist dies bereits bei einer geringeren Konzentration Milchsäure möglich.
Wegen der relativen Neuartigkeit der Behandlungsformen liegen weder klinische Bewertungen noch Ergebnisse klinischer Studien zu Langzeitwirkungen vor. Ungeklärt ist vor allem, welche chemischen Verbindungen bei der Behandlung mit Lasern oder Milchsäure entstehen und welche gesundheitlichen Spätrisiken von ihnen ausgehen. Es wird vermutet, dass sich ein Teil der gespaltenen Farbpigmente in Leber, Milz und Lymphknoten anreichert.

### Laser
Bei der Entfernung von Tätowierungen stehen vor allem Laser wegen ihrer relativ guten Ergebnisse, ihrer guten Verträglichkeit und ihres hohen Entwicklungsstandes im Vordergrund. Dies ist zum einen der gütegeschaltete Nd:YAG-Laser, der frequenzverdoppelte Nd:YAG (KTP), der gütegeschaltete Rubinlaser und vor allem der neue Pikosekundenlaser. Entscheidend für den Behandlungserfolg ist die Wellenlänge (Farbe) des Lasers, die auf die Farbe (Wellenlängenspektrum) der Farbpigmente abgestimmt sein muss. Schwarze und dunkelblaue Tätowierungen lassen sich besonders gut mit dem Rubinlaser und Nd:YAG-Laser entfernen, wohingegen der frequenzverdoppelte Nd:YAG-Laser (KTP) für rote bis gelbliche Tätowierfarben verwendet wird. Der Rubinlaser wirkt effektiver bei grünen Farben. Pikosekundenlaser wirken – je nach Ausstattung – gut bei allen Farben einer Tätowierung. Zusätzlich haben letztere den Vorteil, dass sie mit um etwa 100fach kürzeren Lichtimpulsen als die anderen genannten Laser arbeiten. Die Farbe wird dadurch kaum noch erhitzt und in kleinere Partikel zerrissen, die der Körper schneller und mit weniger Nebenwirkungen abbauen kann.
Bei der Entstehung einer Tätowierung werden im Heilungsprozess (bis etwa zwei Wochen nach dem Stechen) die Farbpigmente teilweise durch körpereigene Zellen – die Makrophagen – eingekapselt. Ein Teil der Farbe geht unmittelbar in den Körper über, ein Teil der Farbe bleibt so in der Dermis als sichtbare Tätowierung erhalten.
Mit dem Einsatz verschiedener Laser lassen sich diese Makrophagen „aufbrechen“. Dies geschieht durch die Bestrahlung der eingeschlossenen Farbpigmente, die sich durch die Lichtabsorption schnell ausdehnen und wieder zusammenziehen, wodurch diese in kleinere Teilchen zerfallen, die der Körper abtransportieren kann. Allerdings folgt dem teilweise eine erneute Einkapselung, was Wiederholungen der Laserbehandlung (je nach Farbe und verwendetem Laser zwischen zwei und 20 Behandlungen) erforderlich macht.
Während der Behandlung lässt sich eine Verfärbung des Tattoos erkennen, das liegt an den unterschiedlichen Abbaugeschwindigkeiten der Pigmente einer Farbe. Da man die Zusammensetzung der Farbe und die Reaktion auf die Behandlung nur schwer vorab einschätzen kann, empfiehlt sich die Behandlung an einer kleinen Stelle vorab auszuprobieren. Einige Farbpigmente können beim Zerfallen als krebserregend eingestufte Stoffe freisetzen.
Eine Gesetzesänderung aus dem Jahr 2018 sieht vor, dass ab 2021 in Deutschland nur noch Ärzte Laserbehandlungen zur Entfernung von Tätowierungen vornehmen dürfen.

### Kostenbeteiligung bei Komplikationen
Gesetzlich Versicherte, die sich einer medizinisch nicht indizierten Maßnahme, wie einer Schönheitsoperation, einer Tätowierung oder einem Piercing unterzogen haben, haben sich auch an den Kosten einer dadurch entstandenen Komplikation, einschließlich des Krankentagegeldes angemessen zu beteiligen. Ärzte und Krankenhäuser unterliegen dabei einer Anzeigepflicht von Folgeerkrankungen medizinisch nicht notwendiger Behandlungen.

## Beispiele

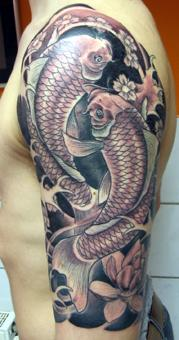
Oberarm im Irezumi-Stil
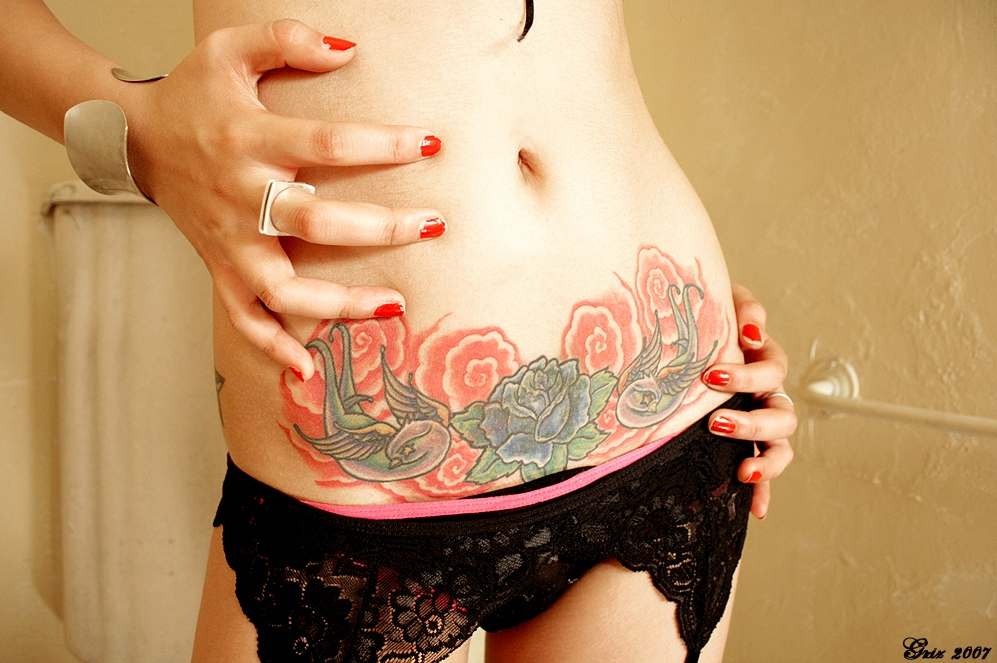
Bauch
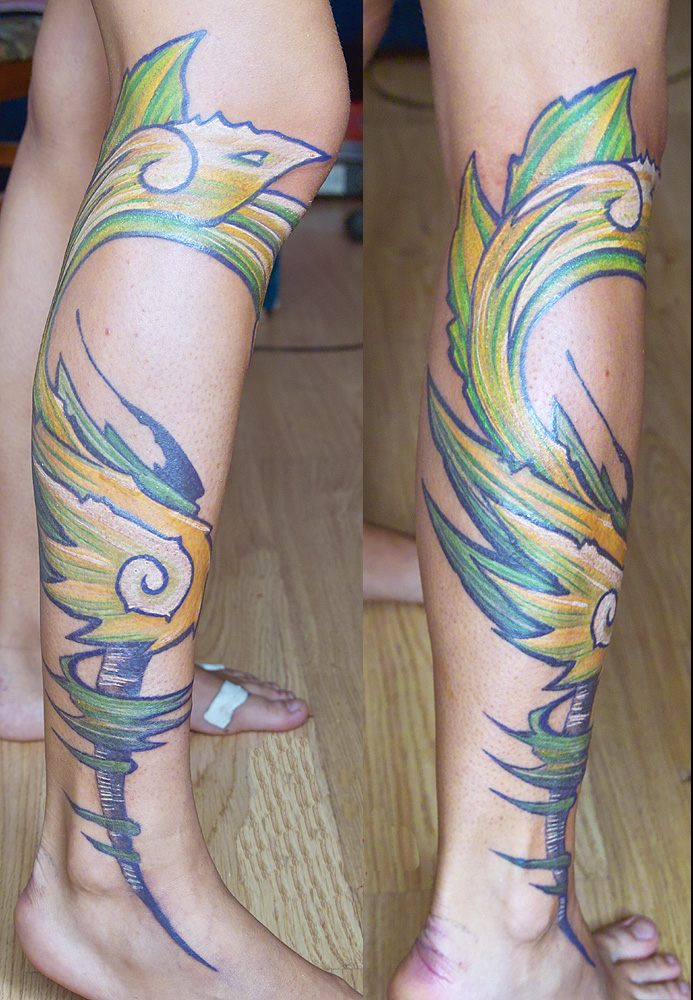
Bein
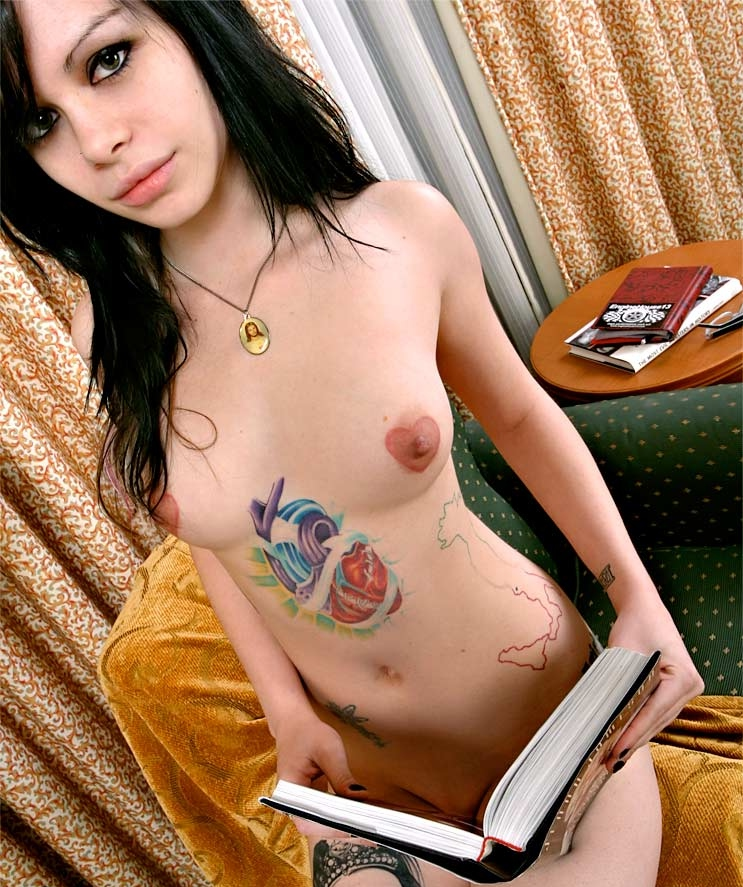
Brustwarzen
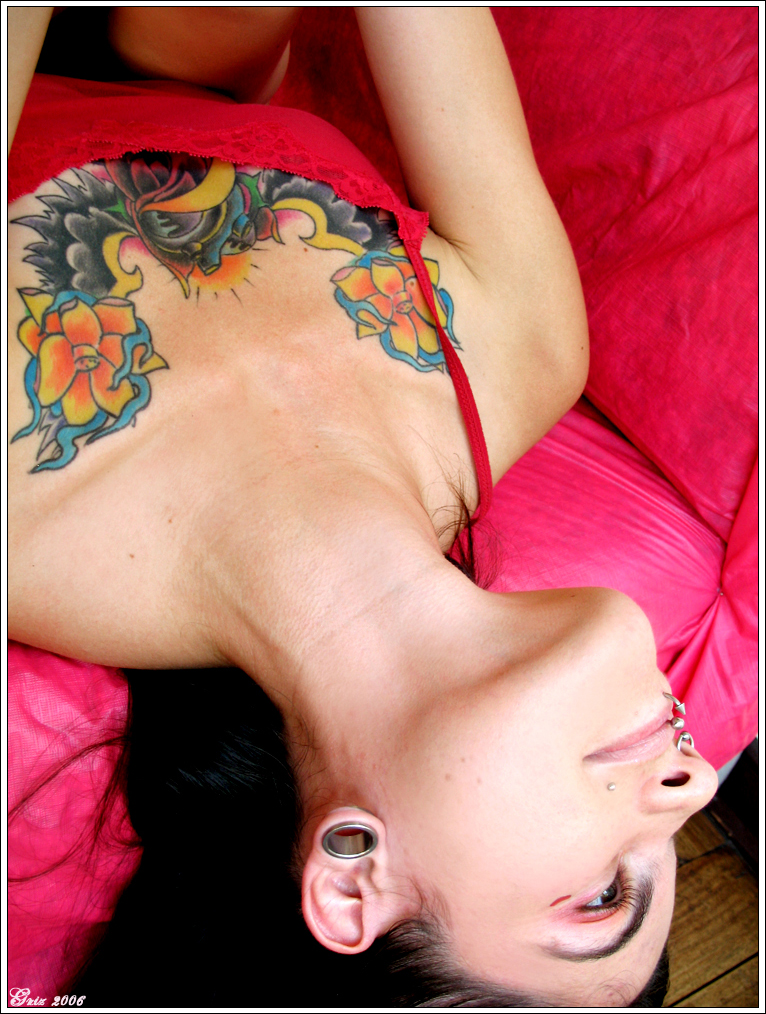
Dekolleté
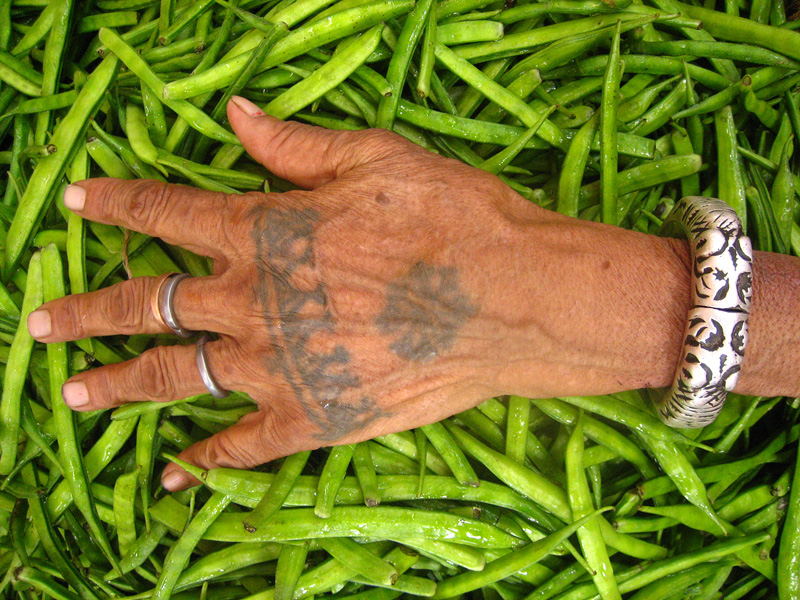
Hand
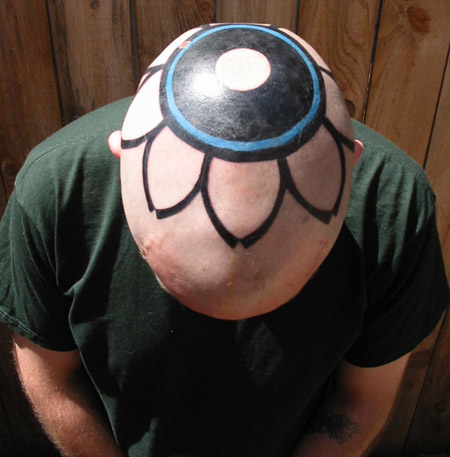
Kopf
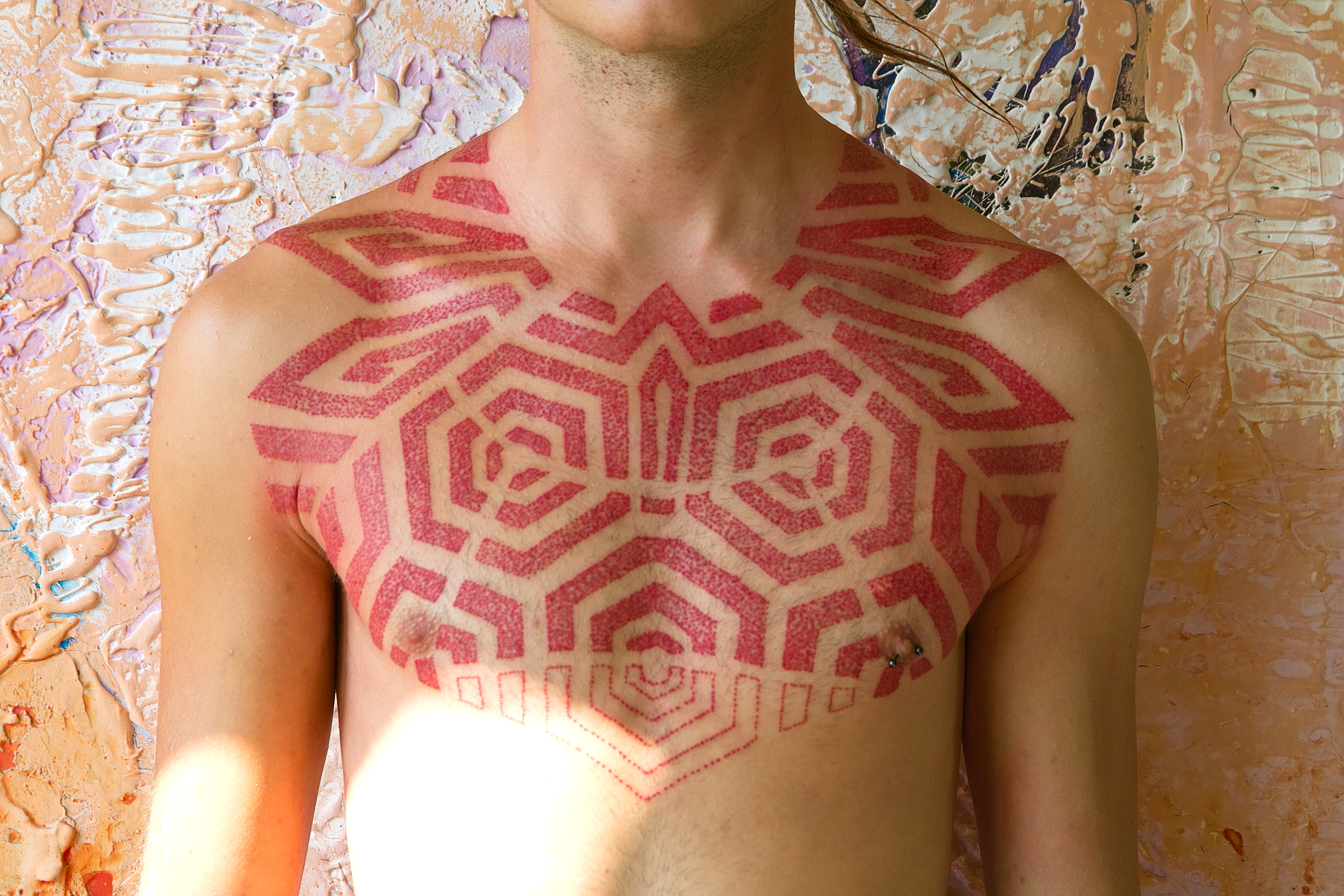
Oberkörper
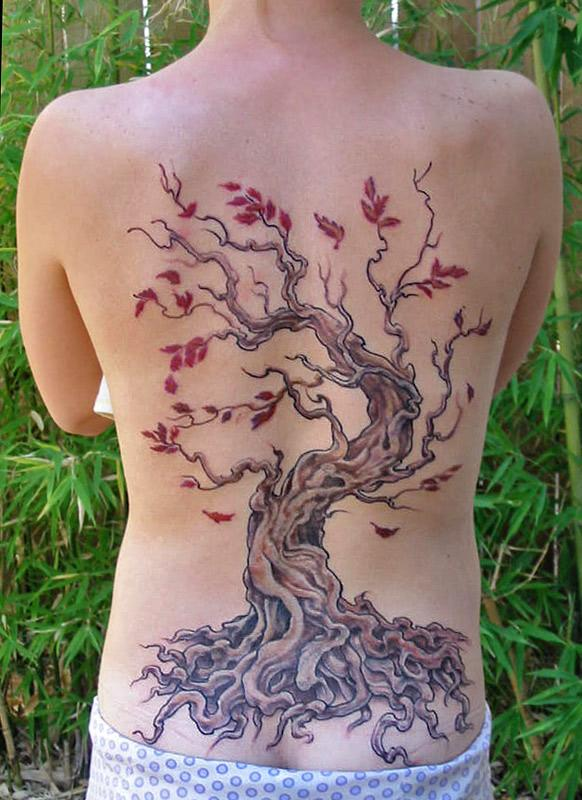
Rücken
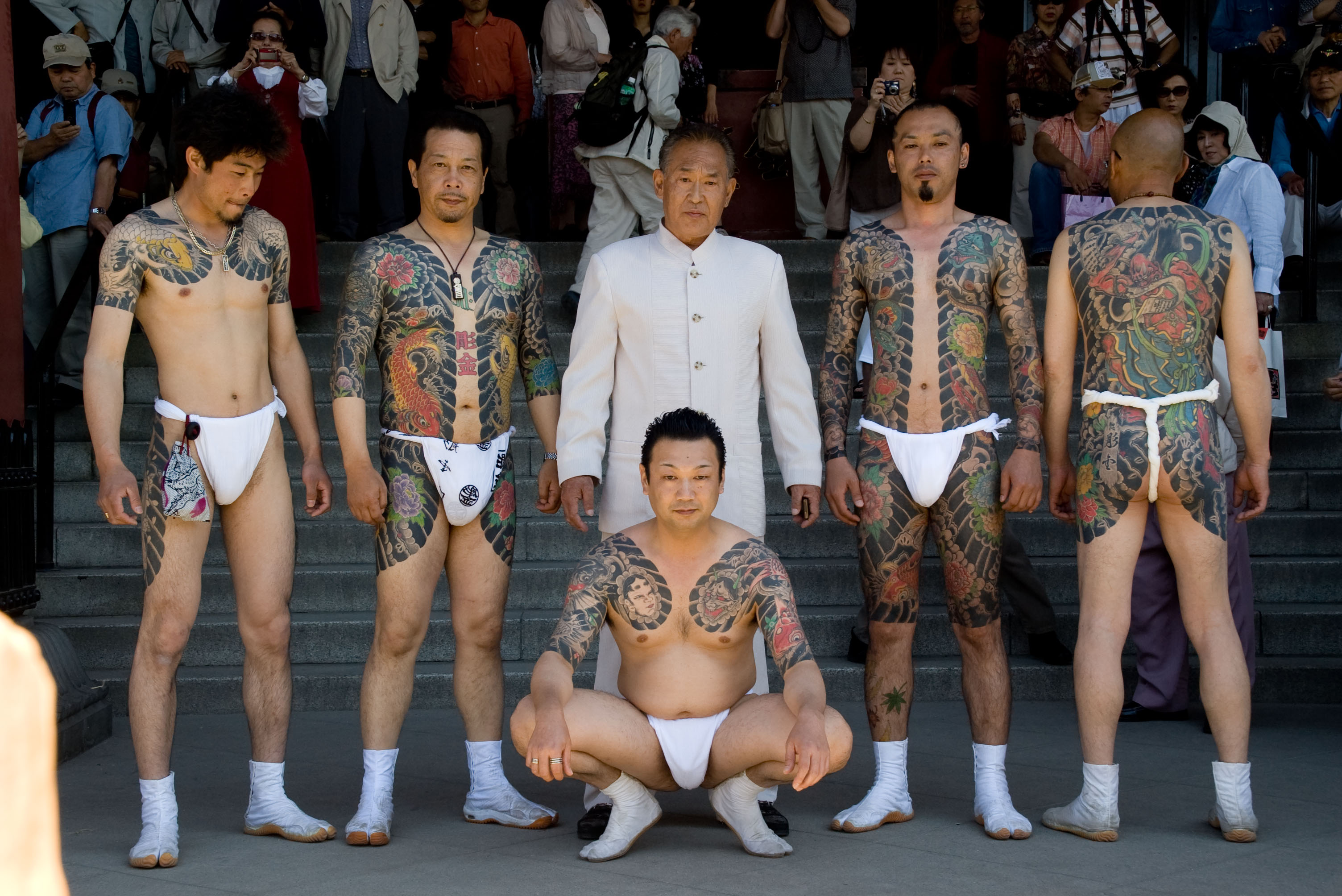
Träger von Bodysuits

## Reportagen und Dokumentarfilme (Auswahl)
- Tattoo total! Arte-Dokumentation, 2013[136]
- Modify
- Flammend’ Herz (Dokumentarfilm)[137]
- Unter die Haut (Dokumentarfilm) (www.wdr.de)
- Serien auf DMAX: Miami Ink, LA Ink und Tattoo – Eine Familie sticht zu
- 1975: Nordschau-Magazin: „Happening im Kunstverein Hannover. ‚Sammy‘ aus Frankfurt über seine Kunst und das Tätowieren“.[138]
- Oliver Steinkrüger: Nachlass Christian Warlich, King of Tattoo Artists. Teil 8 der Dokumentarserie Tattooing Über Alles
- Christian Warlich: Doku – NDR – Typisch! 23. März 2017 (youtube.com).
- Tattoo: Trend oder Tradition?. Regie: Hannes Schuler, ZDF, Deutschland, 44 Minuten, 2023

## Fachzeitschriften, Onlinemagazine (Auswahl)
- feelfarbig.com - deutsches Tattoo Magazin feelfarbig.com
- TätowierMagazin (eingestellt)
- Tattoo Kulture Magazine (eingestellt)
- Marcus Schäfer: Niedergang und Renaissance einer Kulturtechnik
Der Einfluss der US-amerikanischen Frauenbewegung auf die Wiederbelebung der Tätowierung zeitgeschichte-online.de